# Nord Stream

Verlauf von Nord Stream 1 und Nord Stream 2

Nord Stream (russisch Северный поток Sewernyj potok), auch Ostsee-Pipelines, sind insgesamt vier Erdgas-Pipelines, die von Russland nach Deutschland verlaufen. Es besteht aus den als Nord Stream 1 und Nord Stream 2 bezeichneten Unterwasser-Pipelines mit je zwei Strängen. Die Leitungen sind außer Betrieb.
Während Nord Stream 1 seinen Startpunkt in Wyborg hat, beginnt Nord Stream 2 in Ust-Luga. Beide Pipelines verlaufen über weite Strecken parallel zueinander auf dem Boden der Ostsee und enden in Lubmin bei Greifswald. Nord Stream 1 nahm im November 2011 den Betrieb auf. Knapp zehn Jahre später wurde Nord Stream 2 fertiggestellt, ging jedoch nie in Betrieb: Bundeskanzler Olaf Scholz stoppte im Februar 2022 aufgrund der russischen Vorbereitungen des Überfalls auf die Ukraine das Genehmigungsverfahren. Im Juli 2022 wurde auch der Gasfluss in Nord Stream 1 von Russland mit Hinweis auf Wartungsarbeiten unterbrochen und Ende August vom Betreiber, dem russischen Staatskonzern Gazprom, vollständig eingestellt. Drei der vier Stränge wurden Ende September 2022 bei einem Anschlag auf die Nord-Stream-Pipelines durch Sprengungen zerstört. Der vierte Strang wurde stillgelegt.

## Nord Stream 1

### Rahmendaten

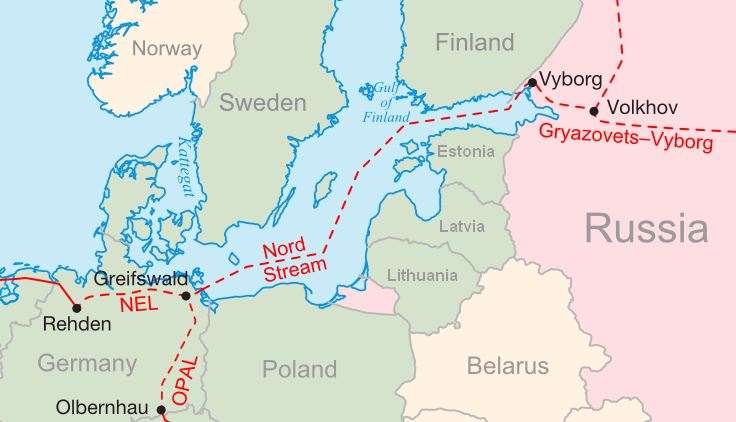
Verlauf der Nord-Stream-1-Pipeline und deren Anschluss

Die Nord-Stream-1-Pipeline beginnt im russischen Wyborg und erreicht Deutschland in Lubmin bei Greifswald. Sie hat eine Länge von 1224 Kilometern und verbindet die Gasfelder Juschno-Russkoje und Stockmann in der Barentssee mit Deutschland. Eigentümer und Betreiber der Nord Stream 1 ist die Nord Stream AG, deren Anteile von Gazprom (51 %) sowie Wintershall Dea, E.ON, Gasunie und Engie gehalten werden. Territorialrechtlich verläuft die Pipeline beim jeweiligen Anschluss durch die Hoheitsgewässer Russlands und Deutschlands, jedoch auch auf einer Länge von ca. 100 km durch die Hoheitsgewässer Dänemarks, wo sie ca. 10 km östlich und südöstlich der Küste Bornholms liegt. Der größte Teil der Strecke liegt außerhalb der nationalen Hoheitsgewässer, jedoch innerhalb der ausschließlichen Wirtschaftszonen Finnlands, Schwedens und Dänemarks.
Aufgrund ihrer Zuständigkeiten waren diese Länder verpflichtet, die notwendigen Genehmigungen für den Bau der Pipeline zu überprüfen, was je nach Sichtweise auch als politischer Einfluss ausgelegt werden könnte.
2018 wurden 58,8 Milliarden Kubikmeter Gas durch die beiden Stränge der Nord-Stream-1-Pipeline zur EU transportiert. Das waren etwa 16 % des gesamten Erdgas-Imports der EU in jenem Jahr von 363 Milliarden Kubikmetern. 2019 waren es 58,5, 2020 und 2021 59,2 Milliarden Kubikmeter.
Die Kosten für den Bau der Pipeline betrugen nach Angaben der Nord Stream AG rund 7,4 Milliarden Euro; ursprünglich war im Unternehmen von „mehr als 4 Milliarden Euro“ ausgegangen worden. Die Gesamtkosten wurden zu 30 % aus Eigenmitteln der beteiligten Unternehmen finanziert und zu 70 % über Kredite.

### Planung und Bau

#### Planung

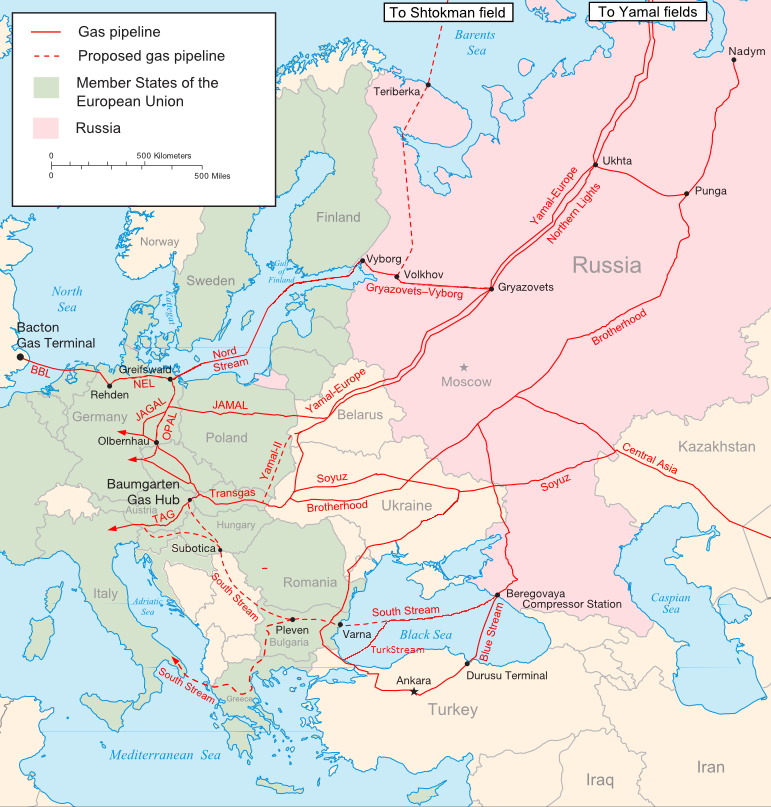
Größte Pipelines, die Erdgas aus Russland in die EU transportieren (Stand November 2009 samt Planungen und Nord Stream (1))

Der Vorschlag, eine Pipeline durch die Ostsee zu bauen, wurde erstmals 1995 gemacht. Zunächst war eine Route über Finnland, Schweden und Dänemark nach Deutschland geplant. Seit 1997 führte Gazprom mit dem finnischen Energieversorger Fortum Machbarkeitsanalysen für eine Unterwasser-Pipeline durch die Ostsee durch. Fortum zog sich 2005 aus dem Projekt zurück.
Gazprom, Wintershall und E.ON Ruhrgas waren sich in jener Verhandlungsphase uneinig, auf welche Weise der deutsch-russische Gashandel ausgeweitet werden sollte. E.ON Ruhrgas erwog eine weitere Pipeline über Belarus und Polen und die Erweiterung der Transitmöglichkeiten der Ukraine als günstigere Alternative zu einer Unterwasser-Pipeline. Wintershall setzte auf das bestehende Gemeinschaftsprojekt mit Gazprom im russischen Upstreamsektor und sah den Bau einer Unterwasser-Pipeline als nachrangig an. Dagegen befürwortete Gazprom die spätere Nord-Stream-Pipeline unter Umgehung der Ukraine als Transitland. Der Vorstandsvorsitzende Rem Wjachirew sagte im Jahr 2000: „Ich werde die Pipeline zur Umgehung der Ukraine fertig stellen, noch während ich lebe.“ Die Pipeline behielt auch nach dem Wechsel im Vorstandsvorsitz zu Alexej Miller eine große strategische Bedeutung für den Konzern. Wegen der unterschiedlichen Prioritätensetzung von Gazprom, E.ON Ruhrgas und Wintershall wurde die Absichtserklärung über den Pipelinebau ein Jahr später als geplant im Juli 2004 unterzeichnet. Die E.ON Ruhrgas erklärte sich zu einer Beteiligung an dem Pipeline-Projekt bereit und erhielt dafür Zugang zu Projekten in der russischen Ölförderung. Über BASF hatte Gazprom die Kooperation mit Wintershall schon seit 2003 ausgedehnt.
Am 11. April 2005 wurden die Vereinbarungen in Anwesenheit von Bundeskanzler Gerhard Schröder und Präsident Wladimir Putin formalisiert. Vereinbart wurde, Wingas in das Betreiberkonsortium aufzunehmen. Als Endpunkte wurden Wyborg und Greifswald festgelegt und der Meeresboden für die Verlegung untersucht. Am 8. September 2005 wurde die Grundsatzvereinbarung zwischen Gazprom, Wintershall und E.ON Ruhrgas in Anwesenheit Schröders und Putins unterschrieben. Die Unterzeichnung war wegen der Bundestagswahlen vorverlegt worden. Beschlossen wurde, eine Betreibergesellschaft in der Schweiz zu gründen. Gazprom sollte zu 51 % beteiligt werden und die zwei deutschen Unternehmen sollten ihre Anteile von jeweils 24,5 % reduzieren, um einen vierten Projektpartner zu beteiligen. Auch wurde die Anlage eines zweiten Leitungsstrangs festgelegt.
Die Planungen zum Bau der Ostsee-Pipeline wurden anfangs von der EU unterstützt. Das Projekt erhielt im Jahr 2000 eine prioritäre Stellung im Programm Transeuropäische Netze. Die Haltung gegenüber dem Projekt änderte sich teilweise, als Russland Ende 2005 der Ukraine wegen nicht beglichener Rechnungen Gaslieferungen sperrte (siehe russisch-ukrainischer Gasstreit). Dadurch kam es kurzfristig auch zu Lieferausfällen in die EU. In den von russischen Erdgaslieferungen besonders abhängigen mittel- und nordosteuropäischen EU-Mitgliedstaaten nahm seither die Skepsis gegenüber der geplanten Ostsee-Pipeline zu. Auf EU-Ebene beschleunigten die Vorkommnisse Erwägungen, eine eigene Energieaußenpolitik zu entwickeln und künftig Energiequellen, Lieferanten und Transportwege stärker zu diversifizieren. Daher wurde beschlossen, den Bau einer Gaspipeline unter Umgehung von Russland vom Schwarzen Meer nach Österreich (Nabucco-Pipeline) zu unterstützen.
Das Projekt sah auch die Möglichkeit vor, Abzweigungen nach Polen und Lettland zu bauen. Dies lehnen beide Länder bislang ab.

#### Bau
Eigentümer und Betreiber ist die Nord Stream AG mit Sitz in Zug in der Schweiz, in der seit 2006 der deutsche Bundeskanzler a. D. Gerhard Schröder und auch der frühere finnische Ministerpräsident Paavo Lipponen beschäftigt sind. Der Name der Pipeline wurde inzwischen in Nord Stream geändert.
Am 9. Dezember 2005 begannen in Babajewo die Bauarbeiten für den russischen Landabschnitt der Pipeline. Rohre für die Pipeline lagerten bis zu ihrer Verlegung auch im Fährhafen Sassnitz (Rügen). Vor der Verlegung mit einem Spezialschiff wurden sie mit Beton ummantelt und auf dem Schiff vor Ort endlos verschweißt. Die Stahlrohre sind in 13 Meter-Segmente gegliedert, haben einen Innendurchmesser von 1,153 m, eine Metallwanddicke zwischen 27 und 41 Millimeter, Auslegungsdrücke von 220/200/170 bar und eine Masse von 11 Tonnen. Durch einen 60–150 mm starken Betonmantel erhöht sich die Masse auf je 25 Tonnen, um – auch luftgefüllt – gut am Meeresboden aufzuliegen.

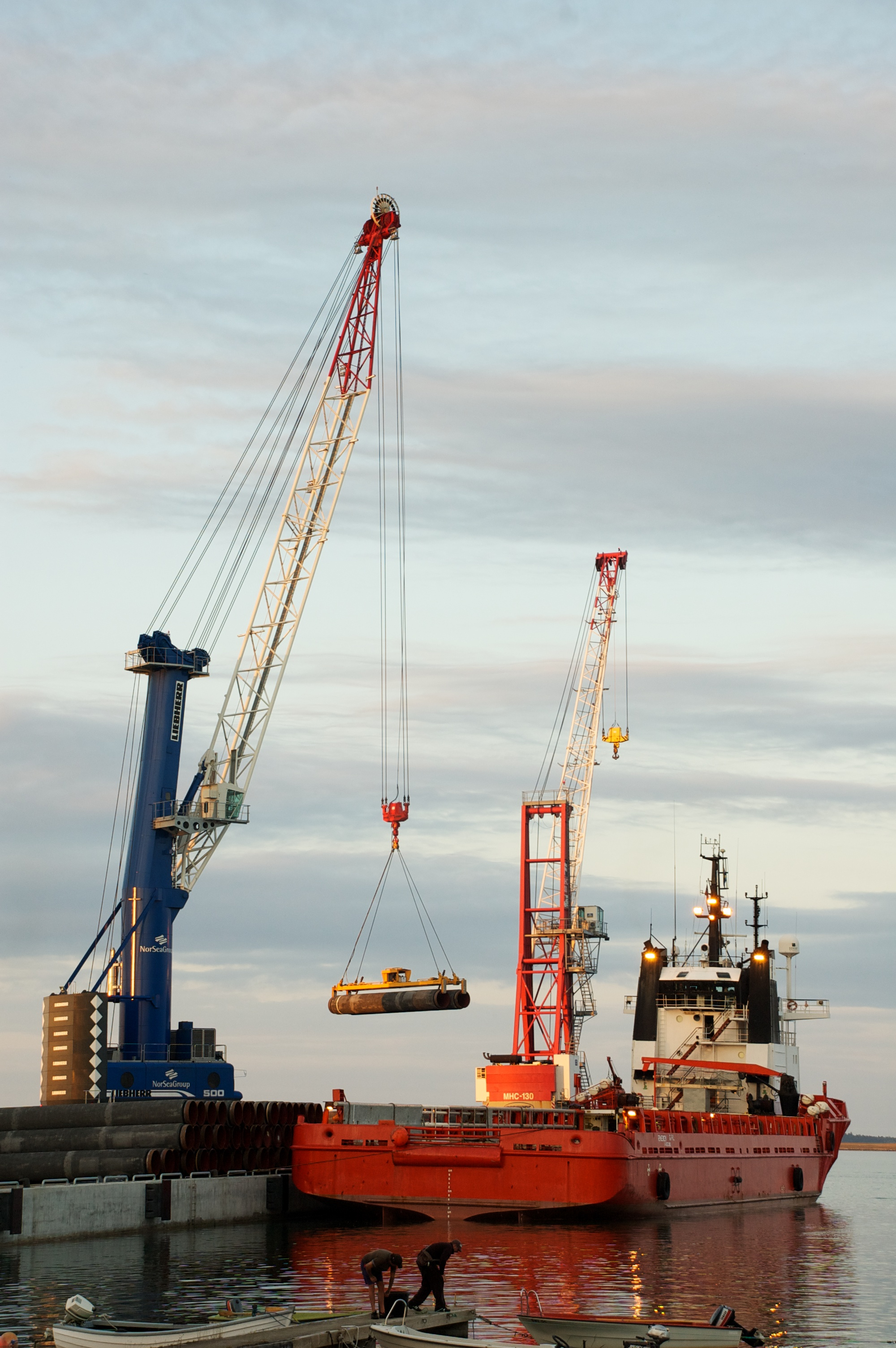
Verladung der betonummantelten Rohre im Hafen Slite auf Gotland

Nach der Regierung Dänemarks erteilten im November 2009 die Regierungen Finnlands und Schwedens die Erlaubnis zum Bau der Nord-Stream-Rohre durch ihre jeweiligen Ausschließlichen Wirtschaftszonen. Am 21. Dezember folgte die Genehmigung Deutschlands. Der Planfeststellungsbeschluss galt für das 50 Kilometer lange Trassenstück im Zuständigkeitsbereich des Bundeslandes Mecklenburg-Vorpommern. Am 28. Dezember 2009 erfolgte die Genehmigung für den 32 Kilometer langen Streckenabschnitt in der Ausschließlichen Wirtschaftszone Deutschlands vom zuständigen Bundesamt für Seeschifffahrt und Hydrographie (BSH).

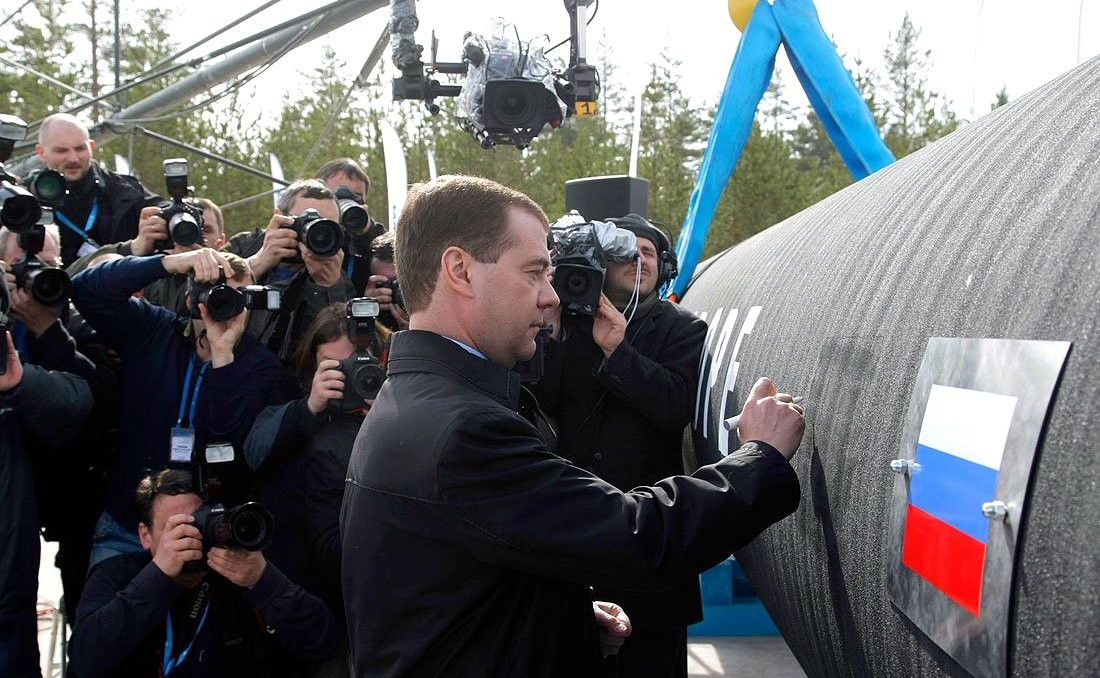
Präsident Dmitri Medwedew eröffnet offiziell das Rohreverlegen in der underwater section, 9. April 2010

Das erste Rohr der Pipeline vom russischen Wyborg bis ins mecklenburg-vorpommersche Lubmin bei Greifswald wurde am 6. April 2010 vom Rohrleger Castoro Sei am Meeresgrund verlegt.
Die Rohrstücke wurden per Schiff angeliefert, hochgekrant, zuerst jeweils paarweise, und dann ebenfalls an Deck an das Pipelineende geschweißt, das langsam, unterstützt durch eine mehrere hundert Meter lange Ablauframpe, den Stinger, leicht gebogen unter Zug in Richtung Meeresboden abgelassen wurde. Jede Schweißnaht – von innen dünn, von außen ein „V“ – wurde mit Ultraschall und magnetisch geprüft und bei Bedarf ausgebessert. Nach dem Korrosionsschutz wurde jede Fügestelle mit Schrumpfschlauch und Verguss mit PU-Harz stabil, doch reparierbar, abgedeckt. Pro Tag wurden drei Kilometer Pipeline gefertigt und verlegt.
Ab Mitte 2010 kamen zwei andere Verlegeschiffe, die Castoro 10 und die Solitaire, zum Einsatz, wobei ersteres die weniger tiefliegenden Abschnitte am Ost- und Westende verlegte. Die Pipeline wurde meist frei auf ausgesucht ebene Stellen des Meeresgrundes gelegt, im Bereich von Schifffahrtsrouten oder nahe den Landungsstellen (der Pipeline) jedoch in einen hergestellten Graben, der mit Sand gefüllt wurde, um Schutz vor Ankern von Schiffen zu gewähren. Der dänischen Insel Bornholm wich man entgegen dem ursprünglichen Plan südlich statt nördlich mit acht Kilometer Abstand aus.
Vom 15. Mai 2010 bis Ende 2010 folgten umfangreiche Baggerarbeiten im Greifswalder Bodden. Vom Anlandungspunkt der Gasleitung, dicht östlich der Zufahrt vom Hafen Lubmin, über Neptungrund, Schumachergrund, östlich dem Fahrwasser „Landtief“ folgend wurden die Verlegearbeiten beider Rohrstränge durch die Verlegebarge Castoro 10 durchgeführt.

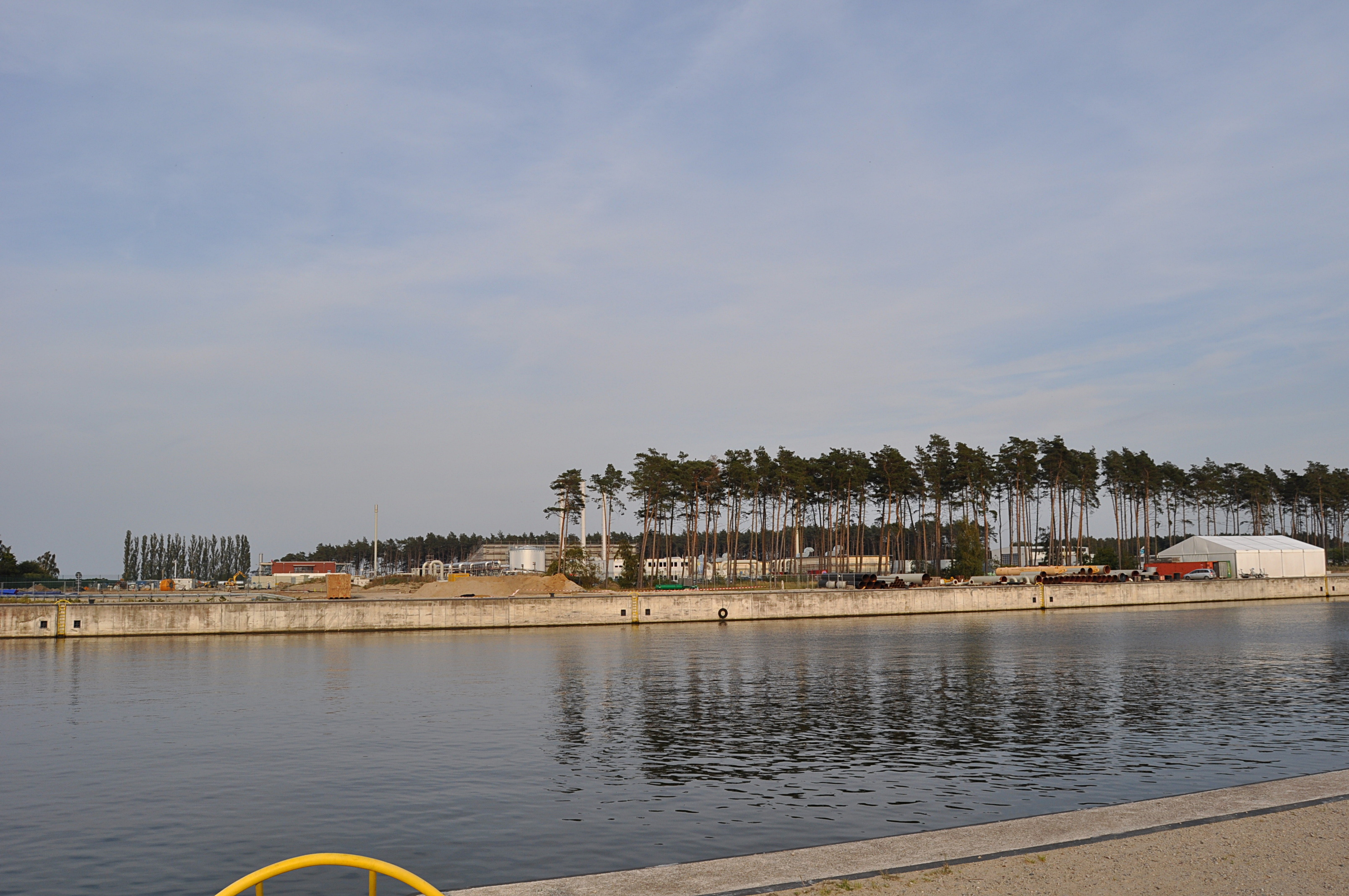
Anlandungsstelle der Nord Stream bei Lubmin

Die Nord Stream AG stellte den ersten Strang der Pipeline pünktlich im Jahr 2012 fertig. Der zweite Strang der Nord-Stream-Pipeline wurde bis zum Frühjahr 2012 durch die Ostsee verlegt. Nach der Reinigung der drei gelegten Bereiche dieses Stranges wurden diese verschweißt, so dass seit Oktober 2012 auch hier Gas fließen kann.
Der Einspeisedruck betrug (Stand 2014) auf russischer Seite 220 bar, auf deutscher Seite kamen noch 110 bar an. Die Wandstärken waren diesem Druckverlauf angepasst.

#### Baulogistik
Für die zweisträngige Pipeline wurden 200.000 Rohre mit einer Länge von jeweils zwölf Metern und einem Gewicht von etwa zwölf Tonnen benötigt. Für den ersten Strang lieferte Europipe (Mülheim/Ruhr) 75.000 und der russische Hersteller OMK (Wyksa) 25.000 Rohre. In Deutschland wurden jede Woche 15 Güterzüge mit jeweils 100 Rohren von DB Schenker Rail zum Fährhafen Sassnitz (Mukran) gefahren. In Russland wurden die Großrohre durch die RŽD zum finnischen Seehafen Kotka transportiert. In beiden Seehäfen befanden sich Spezialwerke, in denen die Stahlrohre durch die Ummantelung mit Beton auf die doppelte Masse von 25 t gebracht wurden, damit die Rohre als Hohlkörper trotz Auftriebskraft dank starken Überwiegens der Schwerkraft am Meeresboden bleiben und nicht aufschwimmen. Die beschwerten Rohre wurden von Mukran aus zu den schwedischen Zwischenlagern Karlskrona und Slite verschifft, von Kotka aus ging es dann zum finnischen Zwischenlager Hanko. Die Lage der fünf Rohrlager war so gewählt, dass bei der Entfernung zu einem Rohrverlegepunkt die 100 Seemeilen-Marke nicht überschritten wurde. Dadurch konnte die Anzahl der Rohrzubringer-Schiffe auf drei begrenzt werden. Die Verlegung des ersten Stranges begann im Frühjahr 2010 mit einem speziellen Rohrlegerschiff.

### Inbetriebnahme
Anfang September 2011 wurde beim ersten Strang begonnen, den notwendigen Betriebsdruck aufzubauen. Die offizielle Einweihung fand am 8. November 2011 durch Bundeskanzlerin Angela Merkel und den russischen Präsidenten Dmitri Medwedew statt.

### Interessengegensätze
Um die Nord-Stream-1-Pipeline hatte sich eine teils heftige Debatte entwickelt. Während des deutschen Wahlkampfes 2005 war diese Teil der parteipolitischen Auseinandersetzung.

#### Deutschland und Russland
Deutschland gedachte, sich dank Nord-Stream-1-Pipeline einen vertraglichen Zugang zu russischen Gasvorkommen und somit mehrere strategische Vorteile zu sichern. Kritiker bemängelten, dass die Erdgasversorgung stärker an den bisherigen Hauptlieferanten Russland gebunden wird. Diese Abhängigkeit berge die Gefahr einer für die Volkswirtschaft schädlichen Preissteigerung aufgrund einer russischen Monopolstellung wie auch politische Risiken.
Als ein Grund für das deutsche Einverständnis wurden persönliche Interessen von Gerhard Schröder vermutet, der zwei Wochen nach seinem Ausscheiden aus dem Amt als Bundeskanzler auf Vorschlag der russischen Seite Aufsichtsratschef der Pipeline-Betreibergesellschaft NEGP Company wurde. Wegen der wahrgenommenen Nähe der rot-grünen Regierung zum russischen Energiesektor wurde Bundeskanzler Schröder in einigen Medien als „Gerdprom“ und das Projekt als „Schröder-Pipeline“ bezeichnet. Diese Behauptung wies Schröder zurück, allein die Interessen Deutschlands und Europas hätten ihn bewogen, die Position anzunehmen.
Russland als Lieferant als auch Abnehmer in Mittel- und Westeuropa sind damit von Erpressungsversuchen durch Transitländer unabhängig, beispielsweise wenn diese Preisangleichungen an das europäische Niveau nicht akzeptieren wollen. Bisher konnten Transitländer das Passieren ihres Territoriums als Druckmittel nutzen, um exklusive Lieferbedingungen für sich selbst durchzusetzen und die Versorgungssicherheit Westeuropas zu gefährden.

#### Kontroverse um die Bürgschaft der deutschen Bundesregierung
Im Juni 2005 trafen sich Deutsche-Bank-Vorstand Tessen von Heydebreck und der Vorstandschef von Gazprom Alexej Miller in Vilnius; sie berieten über einen Kredit der Deutschen Bank und der Staatlichen KfW Bankengruppe in Höhe von jeweils 500 Millionen Euro je Bank für den Bau des Zubringers zwischen dem Gasfeld Juschno-Russkoje (Mehrheitsaktionär BASF-Tochter Wintershall) und der Hafenstadt Wyborg. Abgesichert werden sollte der Kredit durch eine Bürgschaft. Anschließend beauftragten die zwei Banken die PricewaterhouseCoopers AG, die sich im Auftrag des Bundes um Bürgschaften für ausländische Unternehmen kümmert. Vier Tage nach der Bundestagswahl stellten am 22. September desselben Jahres die Banken ihr Vorhaben dem interministeriellen Ausschuss zur Vergabe von Garantien vor. Das Gremium setzte sich unter der Leitung des Wirtschaftsministeriums aus den Finanz-, Außen- und Entwicklungshilfeministerien zusammen. Das Kanzleramt war dort nicht vertreten. Am 24. Oktober, zwei Wochen nach Schröders Ankündigung, sich aus der Politik zurückzuziehen, tagte das Gremium erneut und bewilligte die Bürgschaft, wenn die deutsche Bundesregierung 900 Millionen Euro plus Zinsen bei einem Scheitern übernehme. Anders als sonst üblich galt die Bürgschaft „für das politische als auch das wirtschaftliche Risiko“. Am 28. Oktober 2005 unterzeichnete Bundeswirtschaftsminister Wolfgang Clement eine Vorlage für die Bürgschaft.
Bei den Feierlichkeiten zum Baustart der Pipeline am 9. Dezember 2005 teilte Gazprom-Chef Alexei Miller mit, dass Gerhard Schröder Aufsichtsratsvorsitzender der Betreibergesellschaft werde. Dies führte zu Kritik von Politikern der Oppositionsparteien, da Schröder das Projekt als Bundeskanzler mitgestaltet und mit Russlands Präsident Wladimir Putin forciert hatte.
Bekannt wurde die Bürgschaft erst am 31. März 2006 in einer Gerichtsverhandlung zwischen Gerhard Schröder und Guido Westerwelle. Letzterer behauptete, dass Schröder den „Auftrag“ zum Bau der Pipeline gegeben habe. Schröder erwirkte eine Unterlassungserklärung, wogegen Westerwelle erfolglos Berufung einlegte. Westerwelle durfte die Behauptung gegen eine Strafandrohung von 250.000 Euro nicht wiederholen. In der Verhandlung legte Westerwelles Anwalt einen Vermerk des Finanzministeriums an den Haushaltsausschuss des Bundestags vor. Dieser besagte, dass Putin und Schröder den Bau der Pipeline „vereinbarten“, woraus die Prozessvertretung den „Auftrag“ ableitete. Der Vermerk erwähnte die Bürgschaft und die Konditionen.
Schröder entgegnete dem Vorwurf der Verbindung zwischen der Bürgschaft des Bundes und seinem Sitz im Aufsichtsrat, dass das Bundeskanzleramt nicht im Gremium zum Beschluss der Bürgschaft war. Auch betonten er und Gazprom, dass es nie zu der Bürgschaft kam, weil Gazprom den Kredit nicht nutzte.
Nach Angaben aus Regierungskreisen wussten der Wirtschaftsminister Wolfgang Clement (SPD), Schröders Wirtschaftsberater im Kanzleramt Bernd Pfaffenbach und der Staatssekretär im Finanzministerium Caio Koch-Weser von den Verhandlungen und genehmigten die Bürgschaft. Der Kanzler selbst sei „bewusst“ nicht informiert worden. Allerdings erklärten auch Schröders Koalitionspartner – Bündnis 90/Die Grünen – dass Schröder davon gewusst haben müsse.
Im Juni 2007 kritisierte der Leiter des Auswärtigen Ausschusses des US-Kongresses, Tom Lantos, Schröder wegen dieser Tätigkeit scharf. Die Bundesregierung wies Lantos’ Äußerungen mit „Deutlichkeit und Entschiedenheit“ zurück.

#### Sanktionen gegen Russland 2022 und Gasabflussstau
Aufgrund der Sanktionen gegen Russland nach dem russischen Überfall auf die Ukraine verringerte sich die Menge des Erdgases, die die Staaten der Europäischen Union von Russland bezogen. Da Russland für den Erdgastransport auf Pipelines angewiesen ist, waren dessen Möglichkeiten, das geförderte Erdgas anderweitig zu verkaufen, beschränkt. Die Kapazitäten der Gasspeicher reichten nicht mehr aus, die überschüssige Förderung aufzunehmen. Infolgedessen wurde ab dem 17. Juni 2022 bei der Verdichterstation Portowaja nahe der russischen Grenze Gas abgefackelt. Im August 2022 war es eine konstant hohe Menge an Gas, die dort abgefackelt wurde, laut Schätzungen etwa 4,34 Millionen Kubikmeter pro Tag.

#### Wartungsarbeiten, Stilllegung und Zerstörung 2022
Aufgrund von Wartungsarbeiten wurde Nord Stream 1 am 11. Juli 2022 stillgelegt. Gazprom gab an, den weiteren Betrieb der Leitung in Zukunft nicht mehr garantieren zu können, da eine Turbine der Verdichterstation Portowaja defekt sei. Die Turbine wurde daraufhin in Kanada gewartet und infolge der Sanktionen nicht direkt nach Russland, sondern über Deutschland ausgeliefert. Seit dem 18. Juli 2022 lagert die Turbine in Deutschland, da Russland die Einfuhr verweigert. Nach der Wartung wurde der Gasfluss zunächst auf 30 % gedrosselt, in den Folgetagen weiter abgesenkt und Ende August schließlich vollständig eingestellt. Als Grund gab Gazprom erst neuerliche Wartungsarbeiten, später einen angeblichen Ölaustritt in der Verdichterstation Portowaja an. Laut Turbinenhersteller Siemens ist ein derartiger Befund kein Grund für eine Betriebseinstellung. Gazprom kündigte an, die Stilllegung der Erdgaspipeline Nord Stream 1 nach Europa auf unbestimmte Zeit fortzusetzen, da die G7 Pläne für eine Preisobergrenze für russisches Öl habe. Dmitri Medwedew begründete den russischen Gaslieferstopp mit dem „unfreundlichen Verhalten“ der Bundesregierung. Wenige Wochen später, am 26. September 2022, wurden beide Stränge von Nord Stream 1 durch den Anschlag auf die Nord-Stream-Pipelines zerstört.

#### EU und einzelne Mitgliedstaaten
Nach der Unterzeichnung warfen die Regierungen von Polen, Litauen, Lettland und Estland Russland eine Spaltung der Europäischen Union und Deutschland die Nichtbeachtung ihrer Interessen vor. Der polnische Verteidigungsminister Radosław Sikorski verglich 2006 den deutsch-russischen Vertrag mit dem Hitler-Stalin-Pakt. Politikwissenschaftliche Studien zu den geopolitischen Wirkungen der Pipeline bestätigen regelmäßig die Annahme einer negativen Wirkung auf die Position osteuropäischer EU-Mitgliedsstaaten wie Polen oder der Ukraine. Die gemeinsamen Interessen im Streit um die Pipeline sorgten für eine Annäherung zwischen Polen und Litauen. Ein wichtiger Grund für den Widerstand Polens liegt darin, dass die Ostseepipeline mit bestehenden Landpipelines konkurriert und für Polen Einnahmen aus Transitgebühren wegfallen. Die polnische Regierung plant u. a. zur Stärkung der Sicherheit der eigenen Energieversorgung den gemeinsamen Bau und Betrieb einiger Kernkraftwerke im Nordwesten Polens und in Litauen.
Auch in Schweden wurde die Pipeline ab Juli 2006 als „energiepolitisch falscher Schritt“ bezeichnet, zusätzlich wurde auf ökologische und Sicherheitsrisiken hingewiesen durch eine verstärkte russische Flottenpräsenz in der Ostsee oder aus Spionagetätigkeiten unter Nutzung der Pipelineinfrastruktur. Der ehemalige schwedische Botschafter und sicherheitspolitische Experte Krister Wahlbäck rief die Regierung auf, schwedische Interessen nicht länger zurückzuhalten und bei der deutschen und russischen Regierung ihre Bedenken vorzubringen. Auf Gotland und in der umliegenden Region verbringen hunderttausende Schweden ihren Urlaub. Da schwedischen Politikern die Planung für eine Wartungsplattform von 70 Metern Höhe östlich von Fårö missfiel, verzichtete die Nord Stream AG darauf und lässt die Pipeline mit Sonden und Robotern warten. Auf Sicherheitsgefahren wies auch der frühere schwedische Verteidigungsminister Mikael Odenberg hin; er vermutete, Moskau werde die Pipeline und deren angekündigten Schutz durch die Kriegsflotte für Militär- und Industriespionage missbrauchen.
Im September 2008 forderte der US-Botschafter in Schweden, Michael M. Wood, in einem ganzseitigen Artikel unter der Überschrift „Sagt Nein zu Russlands unsicherer Energie“ in der Tageszeitung Svenska Dagbladet die Regierung in Stockholm auf, den Bau der Pipeline zu verhindern. Die Krise im Kaukasus zeige, dass Europa und die USA nicht von Russland als unzuverlässigem Energielieferant abhängig sein dürften. Die deutsche Regierung protestierte bei der US-Botschaft in Berlin gegen diese Einmischung.
2007 drohte Gazprom den Europäern mit Gasentzug, falls die EU die Expansion des russischen Konzerns auf dem europäischen Markt einschränkt und Gazprom nicht gestattet, direkt als Versorger tätig zu werden statt europäische Konzerne zu beliefern. Angesichts dessen ist die EU primär an der Energieversorgungssicherheit und der Vermeidung der Energiemarktmonopolisierung interessiert. Dazu bemüht sich die EU die Erdgasversorgung auf andere Herkunftsregionen, insbesondere den Nahen Osten, Nordafrika und Zentralasien, auszuweiten. Trotzdem wurden die Planungen für die Nabucco-Pipeline zum Kaspischen Meer unter Umgehung Russlands 2013 eingestellt.

### Wirtschaftliche Aspekte
Kritiker betonten, dass die Baukosten auf dem Meeresgrund eineinhalb-mal höher sind als bei einer Verlegung auf dem Landweg. Ökonomische Studien bewerteten die Pipeline als nachteilig für Transiteinnahmen osteuropäischer EU-Länder und der Ukraine. Dagegen steht, dass Russland und Deutschland jene Transitgebühren sparen. Projektleiter Georg Nowack betonte, dass die Nord-Stream-1-Pipeline mit mehr als 200 bar Druck betrieben werden kann, während der Betrieb von Landleitungen aus Sicherheitsgründen auf 100 bar beschränkt ist. Dies biete einen deutlich höheren Durchsatz gegenüber einem Landbetrieb.
Die Journalisten Bingener und Wehner äußerten in ihrem Buch Die Moskau-Connection Zweifel am Slogan, dass russisches Gas billig sei. Gazprom sei in der Lage gewesen, zu erfahren, was man in Deutschland für Gas aus westlichen Quellen zahlt. Der russische Preis sei „etwas niedriger“ gewesen, aber im Gegenzug war die „Flexibilität der Lieferungen“ niedriger. Nord Stream 2 sei nicht auf den Weg gebracht worden, um den deutsch-russischen Gashandel zu ermöglichen, denn die Kapazitäten von Nord Stream 1 hätten dazu ausgereicht. Vielmehr sei es darum gegangen, künftig auch andere Gaslieferungen über die Ostsee vorzunehmen, das heißt, um die kontinentalen Pipelines zu ersetzen – „sei es bloß, um künftig keine Durchleitungsgebühren mehr zahlen zu müssen oder den strategischen Einfluss der Osteuropäer zu schwächen.“

### Umweltaspekte
Zur Klimaschädlichkeit siehe Umweltaspekte der Nord Stream 2.
Es wird angeführt, dass eine Gas-Pipeline im Meer ökologische Risiken mit sich bringe. Auf Empfehlung der HELCOM wurde diese Pipeline auf Umweltverträglichkeit überprüft. Brisanz erhielt der Bau, weil am Meeresgrund chemische Waffen sowie weitere gefährliche Rückstände aus dem Ersten und Zweiten Weltkrieg vermutet wurden. Mögliche Meeresumweltbeeinträchtigungen beschäftigten das EU-Parlament. Eine weitere Bedrohung der Meeresumwelt könne von hochgiftigen Chemikalien ausgehen, die beim Bau der Pipeline verwendet werden sollten. So war geplant, die Spülung der Pipelines mit einer für Wasserorganismen stark giftigen Glutaraldehyd-Lösung als Bakterizid durchzuführen.

### Anschlussleitungen
Über die in Lubmin abzweigende Ostsee-Pipeline-Anbindungsleitung (OPAL) wird Tschechien angebunden, über die Nordeuropäische Erdgasleitung (NEL) und die in Planung befindliche NORDAL-Pipeline ist ein Anschluss an das deutsche Gasnetz vorgesehen.

### Lieferstopp
Kurz nach der jährlichen Wartungspause, in der vom 11. bis zum 20. Juli 2022 der Durchfluss gestoppt wurde, stellte Gazprom mit Verweis auf technische Probleme die Gaslieferung durch Nord Stream 1 am Abend des 30. August erneut ein. Nach Aussage von Putins Sprecher Dimitri Peskow werde sie erst wieder aufgenommen werden, wenn die Sanktionen gegen Russland aufgehoben worden seien. Dennoch blieb Russland für die EU ein wichtiger Lieferant von Erdgas. Hierfür wurden Pipelines durch ukrainisches Staatsgebiet sowie die vermehrte Anlieferung von russischem Flüssiggas an europäische LNG-Terminals genutzt.

## Nord Stream 2

### Rahmendaten

Logo

Der Bau von zwei weiteren Stränge wurde unter der Bezeichnung Nord Stream 2 umgesetzt. Eigentümer der Pipeline Nord Stream 2 (NS2) ist die Nord Stream 2 AG, die vollständig zum staatlichen russischen Gazprom-Konzern gehört.

Die Trasse verläuft weitgehend parallel zur Nord-Stream-1-Pipeline. Sie beginnt in Ust-Luga im Rajon Kingissepp des Oblast Leningrad, an der Südküste des Finnischen Meerbusens und damit am Anfang im Osten ein Stück südlicher als die Trasse von Nord Stream 1 (NS1). Weiter westlich kreuzt NS2 oberhalb liegend die Trasse von NS1 und verläuft ab dort nördlicher als NS1. NS2 verläuft durch die Ausschließliche Wirtschaftszone Finnlands, Schwedens und Dänemarks. Im Bereich Bornholm weicht sie von der Trasse der NS1 ab und umgeht in einem Bogen das südöstliche Küstenmeer der Insel. So verläuft die NS2 – im Gegensatz zu NS1 – knapp außerhalb der Hoheitsgewässer Dänemarks. Am Punkt, wo am 26. September 2022 ein Gasleck entstand, ist der Abstand zur Küste Bornholms bei Dueodde ca. 24 km; die Hoheitsgrenze ist 22,2 km (12 Seemeilen).
Die Verlegearbeiten des ersten Stranges wurden am 4. Juni 2021 abgeschlossen.
Die beiden neuen Stränge mit einer Länge von zusammen 2460 Kilometern sollten 55 Milliarden Kubikmeter Gas pro Jahr in das Gebiet der Europäischen Union leiten.
Das Investitionsvolumen für den Bau dieser Leitung wurde 2015 auf 7,4 Mrd. Euro geschätzt. Kostenschätzungen von 2021 beliefen sich auf etwa 9,5 Milliarden Euro.

### Planung und Bau

#### Planung
2013 wurde die Planung von ein oder zwei weiteren 1250 km langen Strängen mit je 1200 mm Durchmesser, im Wesentlichen parallel zu den zwei vorhandenen Strängen (NS1), von Russland nach Deutschland (Anlandungspunkt Lubmin oder Vierow) angegangen.

#### Bau
Nach den Genehmigungen deutscher Behörden begann Nord Stream 2 Mitte Mai 2018 mit den Offshore-Bauarbeiten im deutschen Bereich (Greifswalder Bodden). Der Bau der zwei neuen Rohrleitungen sollte laut dem Plan des Betreibers 2019 fertiggestellt werden, was jedoch nicht eingehalten wurde – im Dezember 2019 setzte Allseas die Rohrverlegung in Wassertiefen von 30 Metern und mehr mit den Schiffen Pioneering Spirit und Solitaire aufgrund von Sanktionsandrohungen der USA aus. Zu diesem Zeitpunkt fehlten noch rund 150 km der beiden Stränge.

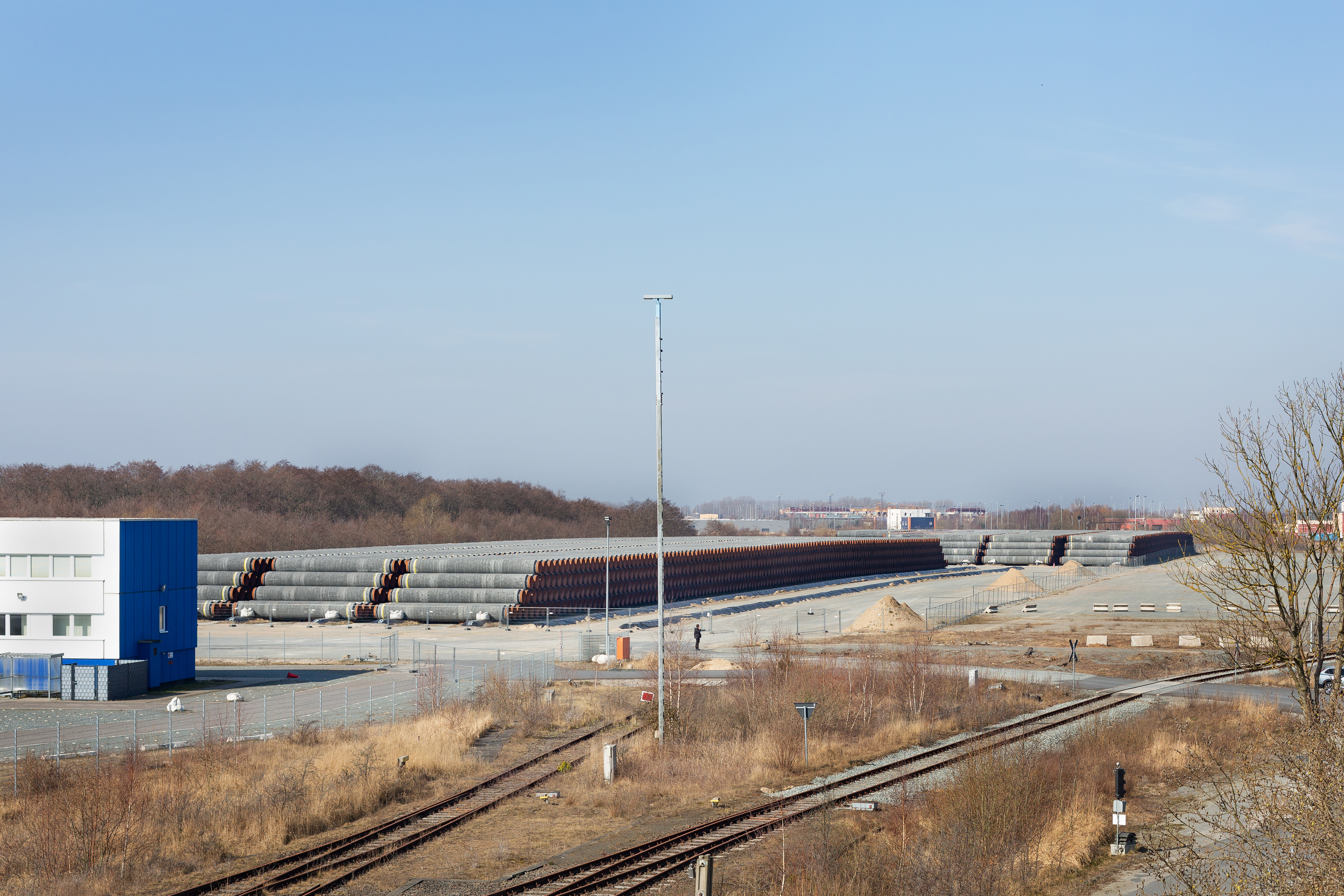
Ein Lager verbliebener Gasröhren der Nord Stream 2 im Hafen von Mukran (März 2022)

Anfang Mai 2020 erreichte das russische Verlegeschiff Akademik Cherskiy nach Überführung aus dem Hafen Nachodka am Japanischen Meer das Seegebiet östlich von Rügen mit dem Ziel, die fehlenden 160 Kilometer der Pipeline südöstlich von Bornholm zu verlegen. Nach einem Antrag der Nord Stream 2 AG Anfang Juni 2020 stimmte die dänische Behörde am 6. Juli prinzipiell zu. Es wurde mit Einwänden gegen den Einsatz von Ankern bei den Verlegeschiffen während der vierwöchigen Einspruchsfrist gerechnet, denn das Seegebiet gilt als Laichplatz des Dorsches. Die politischen Bedenken Dänemarks hatten die Zustimmung zur Verlegung der Pipeline im Bereich Bornholm verzögert. Die Nord Stream 2 AG plante bereits eine weiträumige Umgehung der Insel.
Am 5. Dezember 2020 berichteten Medien über eine Wiederaufnahme der Verlegearbeiten durch die Akademik Cherskiy. Auch das Verlegeschiff Fortuna begann im Dezember 2020 mit der Arbeitsaufnahme zwischen Adlergrund und Oderbank in der Ausschließlichen Wirtschaftszone Deutschlands. Ende Dezember waren laut Gazprom 94 Prozent der Pipeline fertig gebaut. Ende Januar sowie Anfang Februar nahm das Verlegeschiff Fortuna Montagetätigkeiten in dänischen Gewässern vor. Laut dem Pipeline-Betreiber waren Anfang Februar 2021 noch etwa 120 Kilometer Pipeline in dänischen und rund 28 Kilometer in deutschen Gewässern zu verlegen.
Im Juni 2021 war der Bau des ersten Stranges von Nord Stream 2 abgeschlossen. Im September 2021 war der Bau von Nord Stream 2 abgeschlossen.

### Sponsoring
Für Nord Stream warben zahlreiche Partner in den Bereichen Sport, Kunst und Kultur.
Beispiele sind:
- Baltic Sea Philharmonic: gegründet im Jahr 2008 auf Initiative des Usedomer Musikfestivals und der Nord Stream AG,[97] die ab 2017 Hauptsponsor war;[98] im Februar 2022 ausgesetzt[99]
- Vattenfall-Lesetage: mit bis zu 500.000 Euro je Festival finanziert[97]
- SSC Palmberg Schwerin: Einstieg im Jahr 2011.[100] Trikotwerbung bis Februar 2022[101]
- EHF Champions League: Nord Steam 2 seit 2018[102] als Premium-Sponsor der EHF mit Logo auf dem linken Ärmel. Noch im Februar 2022 wurde die SG Flensburg-Handewitt, die das Logo überklebt hatte, vom EHF Marketing Supervisor deswegen angezeigt.[103]
- Europa-Park: der Blue Fire Megacoaster und der Blue Fire Dome trugen bis Februar 2022 den Zusatz „powered by Nord Stream 2“[104]
- EV Zug: lange Partnerschaft,[105] verlängert im Jahr 2018 als Hauptsponsor[106]. Nach dem russischen Überfall auf die Ukraine ausgesetzt.[107]

Finanziell unterstützt wurden zudem:
- Nord Stream Race seit 2012 sowie ab 2017 Unterstützung der nationalen Segelligen der skandinavischen Länder, Deutschlands und Russlands,[108] der deutsche Verband beendete die Zusammenarbeit im Februar 2022[109]
- Conference on Sea Ducks and Their Food der Gotland University[110]
- Beratungsstelle für Migration in Zug[111]
- Stiftung Klima- und Umweltschutz MV: Hauptziel war die Fertigstellung der Pipeline unter Umgehung der US-Sanktionen[112][113]

### Ausgesetzte Inbetriebnahme
In einem Bericht zum Stand und zur Entwicklung der Versorgungssicherheit vom 15. Juni 2020 nannte das Bundesministerium für Wirtschaft als Fertigstellungstermin für die Leitung Nord Stream 2 den Anfang des Jahres 2021 und bezog die Kapazität von 55 Milliarden Normkubikmeter als festen Bestandteil in den Netzentwicklungsplan (NEP) 2020–2030 ein. Die Fernleitungsnetzbetreiber haben im August 2021 in einem Szenario zur Fortschreibung des NEP für 2022–2032 die Leitung als bereits bestehend aufgeführt.

#### Befüllungen
Vom 4. Oktober 2021 bis zum 29. Dezember 2021 wurden beide Stränge der Pipeline mit Erdgas befüllt, das in diesem Zusammenhang auch technisches Gas genannt wird. Hierbei wurde ein Druck von 103 bar aufgebaut, der für einen möglichen späteren Transport ausgereicht hätte.

#### Stopp der Zertifizierung des Betreibers
Am 16. November 2021 teilte die Bundesnetzagentur mit, dass sie das Verfahren zur Zertifizierung der Nord Stream 2 AG als Transportnetzbetreiber ausgesetzt hat und dass sich die Nord Stream 2 AG entschlossen habe, eine Tochtergesellschaft nach deutschem Recht nur für den deutschen Teil der Leitung zu gründen. Die Tochtergesellschaft trägt den Namen Gas for Europe GmbH und hat ihren Sitz in Schwerin. Ihr wurden die letzten 54 km der Leitung und die Anlandestation in Lubmin übertragen.
Der deutsche Bundeskanzler Olaf Scholz erklärte am 22. Februar 2022 in Berlin seine Entscheidung, aufgrund des erwarteten russischen Überfalls auf die Ukraine das Zertifizierungsverfahren zur Ostsee-Pipeline Nord Stream 2 zu stoppen. Wirtschaftsminister Robert Habeck hatte bereits kurz nach Amtsübernahme massive Bedenken am Sinn der Zertifizierung geäußert. Der russische Überfall erfolgte dann am 24. Februar 2022.
Die Nord Stream 2 AG hat im März 2022 die gesamte Belegschaft von 106 Mitarbeitern entlassen.
Mitglieder der FDP-Bundestagsfraktion forderten den Rückbau.
Durch einen Anschlag auf die Nord-Stream-Pipelines im September 2022 wurde Nord Stream 2 schwer beschädigt, bis zu einer eventuellen Reparatur gibt es keine Grundlage mehr für eine Zertifizierung. Die deutsche Gesellschaft Gas for Europe GmbH wurde am 18. Januar 2023 aufgelöst.

### Projektgesellschaften
PJSC Gazprom (Russland), E.ON (heute Uniper) und Wintershall (beide Deutschland), Royal Dutch Shell, OMV (Österreich) und Engie (Frankreich; vormals GDF SUEZ S.A.) unterzeichneten im September 2015 einen Aktionärsvertrag und gründeten die Projektgesellschaft New European Pipeline AG mit Sitz in Zug (Schweiz). Gazprom war an PNEP zunächst mit 50 % beteiligt, BASF/Wintershall, Engie, Uniper, OMV und Royal Dutch Shell mit je 10 %.
Im August 2016 wurde bekannt, dass die fünf westeuropäischen Partner sich aus dem Projekt zurückzogen und Gazprom alleiniger Eigentümer der Projektgesellschaft Nord Stream 2 AG wurde. Die polnische Wettbewerbsbehörde hatte in einem Kartellverfahren Einspruch gegen den Zusammenschluss mehrerer europäischer Unternehmen zu einem Joint Venture mit Gazprom eingelegt. Der Zusammenschluss würde zu einer Einschränkung des Wettbewerbs führen und die Verhandlungsposition von Gazprom weiter stärken, so die Begründung. 2016 hielt die Tochtergesellschaft Gazprom Gerosgaz Holdings mit Sitz in den Niederlanden alle Anteile an der Projektgesellschaft.
Vorsitzender des Verwaltungsrats der Projektgesellschaft ist Gerhard Schröder. Wie auch schon bei Nord Stream 1 wirkte Schröder als Wirtschaftslobbyist und organisierte wiederholt Treffen zwischen dem Geschäftsleiter von Nord Stream Matthias Warnig und Schröders SPD-Kollegen und Außenminister Sigmar Gabriel sowie zwischen Gazprom-Chef Alexej Miller und Wirtschaftsministerin Brigitte Zypries (SPD).
Im April 2017 wurde bekannt, dass Gazprom bis auf weiteres alleiniger Eigentümer der Nord Stream 2 AG bleibt, die zuvor daraus als Partner ausgeschiedenen fünf europäischen Energieversorger aber je 10 % der Baukosten von 9½ Mrd. Euro für die Pipeline, also jeweils bis zu 950 Mio. Euro finanzieren wollten. Für Gazprom entstanden zusätzliche Kosten in Form neuer Zuleitungen innerhalb Russlands, die die Kosten für Nord Stream 2 überstiegen. Ein Analytiker der Sberbank schrieb in einem Bericht Anfang 2018, die zu erwartenden Investitionen würden erst nach 20 Jahren amortisiert. Aufgrund der harschen Reaktion von Gazprom wurde dieser Analytiker fristlos entlassen.
Die Gesellschaft Nord Stream 2 AG äußerte Mitte 2017, man erwarte, Anfang 2018 alle Genehmigungen für Bau und Betrieb zu haben. Für das umstrittene Streckenstück in der dänischen Ausschließlichen Wirtschaftszone um die Insel Bornholm reichte die Nord Stream 2 AG am 10. August 2018 einen Alternativantrag für eine Nord-West-Route um die Insel Bornholm in Dänemark ein. Die dänische Energieagentur DEA (Energistyrelsen) hatte am 30. Oktober 2019 die Genehmigung für den Bau der zwei Nord-Stream-2-Pipeline-Stränge im Bereich der dänischen ausschließlichen Wirtschaftszone (AWZ) nun über eine Route weit östlich von Bornholm erteilt.

#### Erstreckung von EU-Entflechtungsvorgaben auf Gasfernleitungen mit Drittstaaten
Mit der Richtlinie (EU) 2019/692, umgesetzt von Deutschland durch Gesetz vom 5. Dezember 2019, erstreckte die EU die Entflechtungsvorgaben der Richtlinie 2009/73/EG vom Erdgasbinnenmarkt auf Gasfernleitungen mit Drittstaaten. Während die Nord Stream AG (Nord Stream 1) durch die Bundesnetzagentur für 20 Jahre von diesen Vorgaben freigestellt wurde (§ 28b EnWG; Art. 49a RL 2009/73/EG), bedeutete die Neuregelung für die Nord Stream 2 AG die Notwendigkeit einer Zertifizierung für den Netzbetrieb (§§ 4a, 4b EnWG; Art. 10, 11 RL 2009/73/EG), wobei Netzbetrieb einerseits und Gewinnung und Vertrieb andererseits nicht durch dasselbe Management erfolgen dürfen (§§ 8 ff. EnWG; Art. 9 RL 2009/73/EG). Eine Freistellung für Nord Stream 2 wurde abgelehnt, da die Freistellungsbestimmung nur galt, wenn die Gasfernleitung vor dem 23. Mai 2019 fertiggestellt wurde.
Die Nord Stream 2 AG gründete daher eine Tochtergesellschaft für den Betrieb des deutschen Teilstücks der Pipeline Nord Stream 2. Die Bundesnetzagentur setzte das Zertifizierungsverfahren am 16. November 2021 aus und erklärte, eine Inbetriebnahme sei voraussichtlich nicht im ersten Halbjahr 2022 möglich. Anhängig sind außerdem hinsichtlich der Richtlinie (EU) 2019/692 ein Gerichtsverfahren vor dem Europäischen Gerichtshof sowie ein Schiedsverfahren vor dem Ständigen Schiedshof.

### Interessengegensätze

#### Deutschland
Die Pipeline Nord Stream 2 war von Anfang an politisch umstritten. Die deutsche Bundesregierung (Merkel III) vertrat lange Zeit die Ansicht, dass der Bau von Nord Stream 2 kein politisches, sondern ein ökonomisches Projekt sei. Im April 2018 sagte Merkel jedoch, dass Nord Stream 2 kein bloß ökonomisches Projekt sei, sondern „natürlich auch politische Faktoren zu berücksichtigen sind“.
Abgeordnete der CDU/CSU, der Grünen und der FDP kritisierten 2018, dass die Pipeline die Europäische Union politisch spalte und die deutsche Solidarität mit Polen, den baltischen Staaten, der Slowakei und der Ukraine sowie mit Dänemark und Schweden untergrabe, weil diese Länder das Bauvorhaben aus sicherheitspolitischen Gründen ablehnen.
Im Sommer 2020 signalisierte der damalige Bundesfinanzminister Olaf Scholz seinem US-Amtskollegen Steven Mnuchin die Bereitschaft Deutschlands, eine Milliarde Euro in LNG-Terminals an der norddeutschen Küste zu investieren, wenn Washington seine Sanktionen gegen Nord Stream 2 aufhebt. Die US-Regierung lehnte ab. Später gründeten CDU- und SPD-Politiker eine von Gazprom finanzierte Stiftung, die den Bau vorantrieb und aufgrund der Stiftungskonstruktion nicht unter das US-Sanktionsregime fiel.
Nach dem Giftanschlag auf Alexei Nawalny im August 2020 wurde die Pipeline in Deutschland wieder verstärkt Gegenstand politischer Debatten. 
Im September 2020 forderte die Bundestagsfraktion der Grünen im Bundestag, die Bundesregierung Merkel IV solle der Pipeline die politische Unterstützung entziehen. Die AfD, die Linkspartei und die Ministerpräsidenten der Ost-Bundesländer forderten hingegen deren Fertigstellung.
Die Bundesregierung lehnte einen Baustopp ab. Aus einem Schriftwechsel zwischen dem Grünen-Bundestagsabgeordneten Oliver Krischer und dem Bundesministerium für Wirtschaft und Energie (Minister war Peter Altmaier (CDU)) im September 2020 geht hervor, dass Deutschland sich die Zahlen der Gazprom-Tochter aus dem Jahr 2016 ungeprüft zu eigen gemacht habe. Der Parlamentarische Wirtschafts-Staatssekretär Marco Wanderwitz (CDU) antwortete, der „Planung der Nord Stream 2 AG für den Bau der Pipeline liegt ein Mehrbedarf an Erdgas in Europa von mindestens 100 Milliarden Kubikmeter [pro Jahr] zugrunde“. Der Bundesregierung liegen keine unabhängigen Berechnungen oder Ergebnissynthesen vor, die Zahl von 100 Milliarden Kubikmetern basiert allein auf Angaben der Nord Stream AG; zu diesen Prognosen gibt es Zweifel. Das Deutsche Institut für Wirtschaftsforschung (DIW) bezeichnete die Pipeline als überflüssig, weil der Gasbedarf rückläufig sei und künftig wegen der Klimaschutzmaßnahmen weiter sinken werde (vgl. Wirtschaftliche Aspekte).
Axel Vogt, Bürgermeister der Gemeinde Lubmin, in der die Pipelines das Festland erreichen, verteidigte im Oktober 2021 das Projekt. Es bringe Gewerbesteuereinnahmen und nütze der Wirtschaft der Region. Er kritisierte, politische Verantwortliche der Bundesebene sowie Vertreter der Europäischen Union würden nur wenig Interesse an den örtlichen Gegebenheiten zeigen. Vogt lobte die Zusammenarbeit mit der Landesregierung (Kabinett Schwesig I) und Vertretern Russlands. Das Vorgehen der US-Regierung gegen den Bau von Nord Stream 2 sei „rechtswidrig“.
Am 16. November 2021 informierte die Bundesnetzagentur über ihre Entscheidung, die Genehmigung für Nord Stream 2 auf deutschem Hoheitsgebiet (54 der insgesamt 1240 Kilometer) zu stoppen. Die Agentur will den Betreiber, der seinen Sitz in der Schweiz hat, nur zertifizieren, „wenn er in einer Rechtsform nach deutschem Recht organisiert ist“.
Bundeskanzler Olaf Scholz sprach sich kurz nach der Amtsübernahme im Dezember 2021 dagegen aus, das Projekt aus politischen Gründen zu stoppen. Er bezeichnete die Pipeline als „privatwirtschaftliches Vorhaben“, das unabhängig von den aktuellen Beziehungen zu Russland beurteilt werde.
Am 22. Februar 2022 gab Bundeskanzler Olaf Scholz in Reaktion auf die russische Aggression gegenüber der Ukraine bekannt, dass die dem Bundeswirtschaftsministerium unterstellte Bundesnetzagentur vorerst keine Zertifizierung ausstellen werde und somit das Genehmigungsverfahren für Nord Stream 2 bis auf Weiteres aussetze. Die Lage müsse nun neu bewertet werden.
Horst Köhler, Bundespräsident von 2004 bis 2010, kommentierte im Februar 2023 die Behauptung, Nord Stream sei ein „privatwirtschaftliches Vorhaben“, mit den Worten: „Über so viel Ausblendung der Wirklichkeit kann man sich eigentlich nur wundern.“

##### Öffentliche Meinung
Bei einer bevölkerungsrepräsentativen Forsa-Studie im Mai 2021 sprachen sich 75 % der Deutschen für die Fertigstellung von Nord Stream 2 aus, 17 % dagegen. Demnach lag breite Zustimmung für die Fertigstellung in allen Wählergruppen vor. Bei einer gleichlautenden Forsa-Umfrage im Jahr 2020 sprachen sich bei 77 % Zustimmung 4 % gegen die Fertigstellung aus.
Der Ost-Ausschuss der Deutschen Wirtschaft sah in den Sanktionen und Blockadeversuchen der US-Regierung eine Bedrohung der demokratischen Prozesse in Deutschland und Europa. Dies gefährde die Interessen Deutschlands und könne milliardenschwere Schäden auf Kosten europäischer Steuerzahler und Unternehmen verursachen.

##### Stiftung Klima- und Umweltschutz
Anfang Januar 2021 wurde durch den Landtag von Mecklenburg-Vorpommern mit der Mehrheit von SPD, CDU und Linkspartei die Gründung der Stiftung Klima- und Umweltschutz beschlossen. Die Stiftung startete mit einem Kapital von 20,2 Millionen Euro, wovon 20 Millionen Euro von der Nord Stream 2 AG und 200.000 Euro vom Land Mecklenburg-Vorpommern aufgebracht wurden. Insgesamt sollten 60 Millionen Euro aus Russland kommen, indem von Gazprom 20 Jahre lang jährlich je 2 Millionen Euro eingezahlt worden wären. Als offizieller Stiftungszweck wurde bei Gründung der Umweltschutz genannt.
Tatsächlicher Hintergrund der Gründung waren US-amerikanische Sanktionen, die gegen mehrere russische Firmen verhängt wurden, die am Bau beteiligt waren. Auch Unternehmen in Deutschland waren davon betroffen, z. B. der Hafen Fährhafen Sassnitz (Mukran Port), der Rohre für den Bau der Pipeline zwischenlagerte. Mehrere US-Senatoren drohten dem Hafen mit „wirtschaftlicher Vernichtung“. Die Klimastiftung hatte den Zweck, Aufträge, wie dem Erwerb von Materialien und Baugeräten abzuwickeln, wenn sich Unternehmen wegen der Androhung von US-amerikanischen Sanktionen nicht (mehr) am Bau beteiligten oder Schwierigkeiten hatten, Materialien oder Geräte einzukaufen.
So wurde ein Weiterbau der Pipeline trotz Sanktionen ermöglicht.
Stiftungsvorstand war der ehemalige mecklenburg-vorpommersche Ministerpräsident Erwin Sellering. Er ist auch Vorsitzender und Gründer des Vereins Deutsch-Russische Partnerschaft e. V. In dessen Vorstand sitzt auch der Nord-Stream Sprecher Steffen Ebert.
Nach dem russischen Einmarsch in die Ukraine beschloss der Landtag von Mecklenburg-Vorpommern im Mai 2022 die Auflösung der Stiftung.
Stand Juni 2022 deutete sich jedoch mit der Aufsetzung eines Förderprogramms für Projekte der Klima- und Umweltbildung an, dass die Klimastiftung weiter fortbesteht.
Reaktionen
Umweltverbände und Grüne kritisierten den Zweck der Stiftung. Man glaube nicht, dass die Stiftung sich ernsthaft mit Umweltschutzprojekten auseinandersetze. „Das mit einer Landesstiftung zu ermöglichen und auch noch Umweltschutz drüberzuschreiben ist schon ziemlich dreister Etikettenschwindel“, so die Grünen-Bundestagsabgeordnete Claudia Müller. WWF und Nabu erklärten in einer gemeinsamen Stellungnahme: „Mit Steuergeldern werden hier unter dem Deckmantel des Umweltschutzes Verpflichtungen des Klimaschutzes untergraben und die Klimakrise weiter angeheizt“. Manuela Schwesig argumentierte jedoch, das russische Gas sei deutlich umweltfreundlicher als aus den USA und der neue Weg in die Energiewende. Der polnische Botschafter erklärte, die Gründung der Stiftung mache die Diskussion über das Projekt komplizierter und sei so nicht im Sinne der europäischen Solidarität. Auch die Antikorruptionsorganisation Transparency Deutschland äußerte erhebliche Zweifel an diesem Vorgehen. Sie befürchtet, das Projekt könne dem Ruf von Stiftungen schaden und sieht politischen Missbrauch von Stiftungen.
Die Deutsche Umwelthilfe kündigte an, per Gesetz gegen die Stiftung vorzugehen und diese per Klage zu stoppen. Sie wirft der Ministerpräsidentin den Missbrauch des Stiftungsrechts vor, da sie nicht dem Allgemeinwohl diene, sondern umweltschädliche Projekte vorantreibe. Weiterhin wurde der Umstand kritisch gesehen, dass der russische Konzern Gazprom den Geschäftsführer der Stiftung für drei Jahre bestimmen, sowie weitere wirtschaftliche Entscheidungen treffen kann und das Landesjustizministerium die Stiftung zu schnell bewilligt hätte.
Der Grünen-Politiker und Jurist Volker Beck erstattete im April 2024 Strafanzeige gegen unbekannt wegen des Verdachts steuerrechtlicher Straftatbestände und „womöglich sogar [wegen der] Tätigkeit für eine ausländische Macht gegen das staatliche Interesse der Bundesrepublik Deutschland“. Das zuständige Finanzamt Ribnitz-Damgarten hatte zuvor erklärt, die Schenkungssteuererklärungen seien „verloren gegangen“.

#### Europäische Union

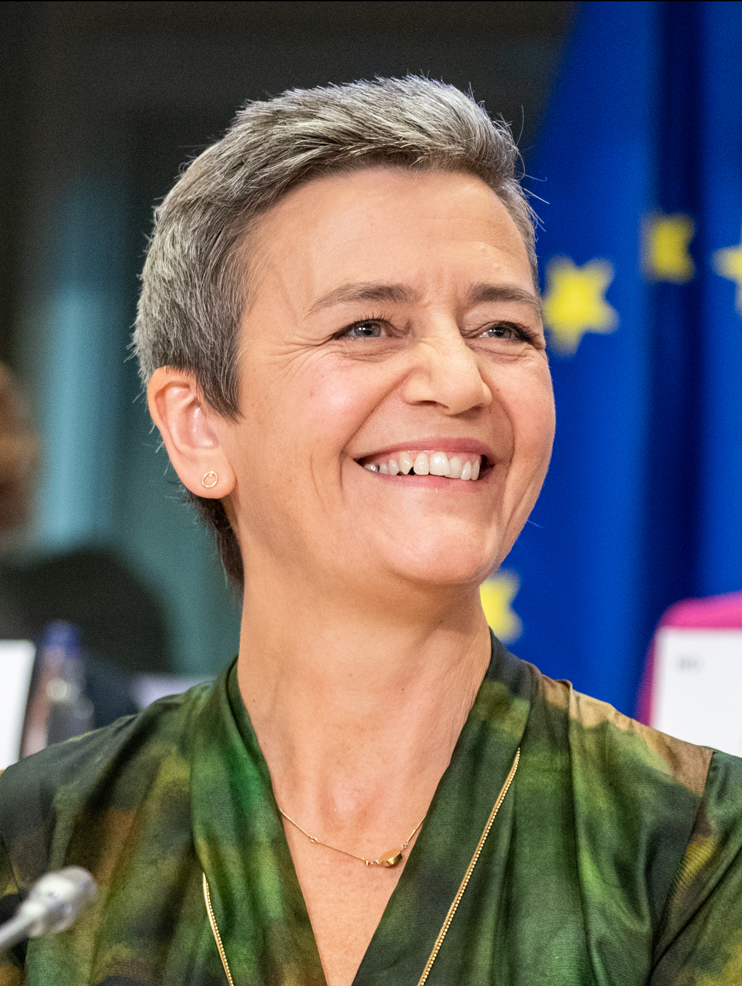
Kommissions-Vizepräsidentin Margrethe Vestager sagte, dass der Bau einer zweiten Nord-Stream-Pipeline keinen Sinn ergebe.

Die drei wichtigsten EU-Institutionen – die EU-Kommission, das EU-Parlament und der Europäische Rat – haben die Pipeline von Anfang an abgelehnt. Die EU-Kommission hatte mehrfach darauf hingewiesen, dass die Pipeline nicht zu den Zielen der Energieunion beiträgt, die Versorgungsquellen, Routen und Anbieter zu diversifizieren. Die Pipeline würde es einem einzigen Anbieter erleichtern, seine Stellung auf dem EU-Gasmarkt weiter zu stärken, und mit einer weiteren Konzentration der Versorgungswege einhergehen. Derzeit gebe es gut funktionierende Gastransportinfrastrukturen, welche die Gasversorgung in Europa sicherstellen. Die Transportwege über die Ukraine könnten durch den Bau von Nord Stream 2 gefährdet werden. Die Bundesregierung Merkel IV behauptete 2020, das Bauvorhaben sei ein europäisches und kein rein deutsches Projekt.
Josep Borrell, der Hohe Vertreter der EU für Außen- und Sicherheitspolitik, widersprach: Nord Stream 2 sei kein europäisches Projekt, sondern liege „allein in der Hand der Deutschen.“ Auch im Hinblick auf die Frage, ob weitere Sanktionen gegen Russland auch wegen der Annexion der Krim 2014 verhängt werden sollen, spaltete das Projekt die EU. Die Regierung Merkel IV bezog die Position, Nord Stream 2 weiter zu verfolgen, dafür aber härtere Sanktionen zu verhängen; Frankreich bzw. Präsident Macron plädierte für einen „strategischen Reset“ der Beziehungen. Die Regierungen von Polen (Morawiecki II) und der baltischen Staaten wollten ein deutlich härteres Vorgehen gegen Russland (Putin-Regime).
Die EU leitete mehrere energiepolitische Maßnahmen ein, die das Vorantreiben des Projekts erheblich erschwerten. Im April 2019 verabschiedete das EU-Parlament überarbeitete Energieregeln, die auch für Pipelines gelten, die aus Drittstaaten in die Europäische Union führen. Die überarbeiteten Regeln schreiben eine eigentumsrechtliche Entflechtung und den Zugang für Dritte zu der Pipeline vor. Demnach darf die Produktion von Erdgas und der Betrieb der Leitung nicht in einer Hand liegen. Bis dato war bei „Nord Stream 2“ vorgesehen, dass Gazprom das Gas einspeist als auch die Leitung betreibt. Außerdem muss ein Betreiber seinen Konkurrenten die Nutzung der Leitung gegen Gebühr erlauben. Allerdings gibt es in Russland keine Konkurrenten für Gazprom, da die Anteile überwiegend in der Hand des Staates sind. Nord Stream 2 erfülle diese zwei Anforderungen nicht und Gazprom versucht diese Regeln zu umgehen. Dies geschieht mit Unterstützung der deutschen Regierung, die den Gesetzesentwurf lange blockiert hatte und die über Jahre bemüht war, europäische Auflagen zu verzögern, damit Nord Stream 2 in Betrieb geht, ehe sie in Kraft treten. Am 13. November 2019 setzte der 19. Deutsche Bundestag diese Richtlinie in deutsches Recht um – allerdings mit einer abgewandelten Formulierung. Die EU-Richtlinie besagt, dass nur Energieprojekte, die vor dem 23. Mai 2019 fertiggestellt wurden, von der Richtlinie ausgenommen werden. Nord Stream 2 war 2019 nicht fertig. Im Gesetzesentwurf der Bundesregierung wurde jener Punkt der EU-Richtlinie an eine andere Stelle versetzt und wird nicht mehr als Bedingung für die Ausnahmeregelung aufgezählt. Über Ausnahmen für Leitungen soll die Bundesnetzagentur entscheiden. 
Die EU-Kommission kommentierte das deutsche Vorgehen nicht. Im Fall eines Rechtsstreits zwischen der EU-Kommission und Deutschland könnten auch andere EU-Mitgliedsstaaten, welche die Pipeline ablehnen, zu Wort kommen. 
Gazprom und seine Partner klagten vor Gericht gegen die EU-Gasrichtlinie, die es Gazprom-Konkurrenten erlaubt, Nord Stream 2 gegen eine Gebühr zu benutzen. Diese Klage wurde 2021 abgewiesen.

#### Polen
Der Bau der Nord-Stream-Pipeline ist der größte Streitpunkt zwischen Deutschland und Polen im Bereich Energie und belastet seitdem die Beziehung zwischen beiden Ländern. Polen hat den Bau des ersten Strangs und den Ausbau der Pipeline stets scharf kritisiert. Das russisch-deutsche Projekt widerspreche der gemeinsamen europäischen Energiepolitik und trage zur Spaltung der Union bei. Anstelle den Lieferanten-Wettbewerb zu fördern und Bezugsquellen zu diversifizieren, stärke Nord Stream 2 die Position Russlands als Energielieferant und verschärfe die Abhängigkeit von Moskau. Das Projekt wurde aus der Sicht Warschaus über polnische Köpfe hinweg beschlossen und auf Kosten polnischer Interessen von Deutschland und Russland vorangetrieben.
Polen sieht die Erweiterung der Pipeline als Gefahr für die Sicherheit des Landes. Weil Nord Stream 2 die bestehenden Gasverbindungen über Land überflüssig macht, befürchtete Warschau, dass Polen und andere Transitländer damit Moskau ausgeliefert wären. Russland könne nach Abschluss des Baus von Nord Stream 2 seine Gaslieferungen nach Polen aussetzen, ohne die Lieferungen nach Deutschland und andere westliche Verbraucherländer zu stören. Polen sah bereits Russland als unzuverlässigen Partner und nannte den Giftanschlag auf den Kreml-Kritiker Alexei Nawalny als Beispiel in einer Reihe von Ereignissen, die Russlands Status als Handelspartner in Frage stellten. Lüder Gerken vermutete dagegen, dass Polen die Pipeline aus wirtschaftlichen Gründen ablehnt, da Polen Transitzahlungen für russisches Gas verlieren könne, das bisher durch Polen geleitet wurde.
Im Oktober 2020 verhängte die polnische Wettbewerbsbehörde UOKiK Bußgelder gegen die Betreiber-Unternehmen in Milliardenhöhe. Der Gazprom-Konzern soll rund 6,5 Milliarden und die Finanzpartner 52 Millionen Euro bezahlen, da sie die Pipeline ohne Genehmigung der Behörde bauen. Gazprom und weitere Projektpartner wiesen die Vorwürfe zurück und kündigten rechtliche Schritte an.

#### Baltische Staaten
Die baltischen Staaten Estland, Lettland und Litauen sind gegen die Nord-Stream-Pipeline und sehen das Projekt als Gefährdung ihrer Sicherheit.
Laut dem estnischen Außenminister Sven Mikser sei die Pipeline kein wirtschaftliches, sondern ein geopolitisches Projekt. Für Russland sei es „ein Hebel, um in die europäische Politik einzugreifen“ und es sei im Interesse der Europäischen Union, das Projekt zu stoppen. Die Präsidentin Estlands Kersti Kaljulaid warf Deutschland vor, wirtschaftliche Vorteile über Sicherheit zu stellen und die Ziele der EU, nämlich Energiequellen zu diversifizieren, zu untergraben.
Der lettische Premierminister Krišjānis Kariņš sagte nach dem Giftanschlag auf den russischen Oppositionspolitiker Alexei Nawalny, dass das heutige Russland keine Demokratie sei und eine Gefahr für Europa und für die europäischen Wertevorstellungen darstelle. Daher sei es falsch, an der Pipeline festzuhalten.
Litauens Präsidentin Dalia Grybauskaitė kritisierte die Rolle des früheren Bundeskanzlers Gerhard Schröder, der als Präsident des Verwaltungsrats der Nord Stream 2 AG fungiert. Man könne von einer „Schröderisierung der Energiepolitik in Europa“ sprechen. Russland habe Energie immer als politisches Werkzeug zur Einflussnahme und als Druckmittel genutzt, deshalb bedeute verstärkte Energieabhängigkeit von Russland mehr politische Abhängigkeit, so Grybauskaitė.

#### Ukraine
Der Journalist Konrad Schuller, Korrespondent der Frankfurter Allgemeinen Zeitung für Polen und die Ukraine, resümierte 2015, Nord Stream 2 sei „aus der Sicht osteuropäischer Regierungen weiter ein Instrument russischer Erpressung. Es soll nach ihrer Lesart vor allem dazu dienen, die ukrainischen Transitleitungen auszutrocknen und damit dem ohnehin von Krieg und Krise geschüttelten Kiewer Haushalt noch einmal 1,8 Milliarden Euro im Jahr abzugraben.“ ()
Arsenij Jazenjuk, Ministerpräsident der Ukraine bis April 2016, sprach von einem anti-ukrainischen Projekt. Der ukrainische Gaskonzern Naftohas reichte eine Beschwerde bei der Europäischen Energiegemeinschaft ein. EU-Energiekommissar Cañete äußerte, Nord Stream 2 könne niemals ein Projekt werden, das im gesamteuropäischen Interesse liege.

#### Südosteuropa
Südosteuropäische Staaten haben nach massivem deutschem Druck im Zuge der Sanktionen gegen Russland Anfang 2015 auf das Konkurrenz-Projekt South Stream verzichtet. Diese Staaten werfen Deutschland Doppelzüngigkeit vor, wenn Nord Stream 2 trotzdem weiterverfolgt werde.

#### Serbien
Im Februar 2019 bezog sich der serbische Präsident Aleksandar Vučić auf Aussagen Merkels zur Unterstützung der Pipeline und erklärte, dass er glaube, dass man nicht mit zweierlei Maß messen könne und daher auch Turkish Stream realisiert werden solle.

#### Schweden
Als Ostsee-Anrainerstaat zählt Schweden ebenfalls zu den Kritikern des Nord-Stream-2-Projekts und sieht es als geopolitisches Vorhaben, das die Abhängigkeit der EU von russischen Gasimporten erhöhen könne, was wiederum als politisches Druckmittel von Seiten Russlands gesehen wird. Des Weiteren sieht Schweden die Gefahr, dass der Bau und der Verlauf der Pipeline russische Militärpräsenz in der Ostsee und somit vor der Küste Schwedens nach sich ziehen könnte. Da Schweden keine Möglichkeit sieht, das Projekt auf nationaler Ebene stoppen zu können, bevorzugt die schwedische Regierung die Beendigung des Projekts durch die EU.
Gazprom beabsichtigte zur Lagerung von Röhren für den Ausbau der Pipeline zwei Häfen auf der Insel Gotland und nahe der südschwedischen Küstenstadt Karlshamn zu mieten. Verteidigungsminister Peter Hultqvist und Außenministerin Margot Wallström wiesen die beiden schwedischen Gemeinden auf sicherheitspolitische Risiken hin, die dadurch entstünden. Der von Gazprom bei Karlshamn anvisierte Hafen liegt in der Nähe von Stützpunkten der Luftwaffe und Marine in Karlskrona. Auf der strategisch wichtigen Ostseeinsel Gotland hatte Schweden seit Ende des Kalten Krieges keine Truppen mehr stationiert. Seit der russischen Annexion der ukrainischen Halbinsel Krim hat Russland die militärische Aktivität in der Ostsee erhöht. Schweden baut nun eine permanente Militärpräsenz auf Gotland auf. Die Gemeinde Gotland entzog Nord Stream 2 die Genehmigung, Röhren in dem Hafen zu lagern.

#### Dänemark
Dänemark erhob vor allem sicherheitspolitische und energiepolitische Bedenken gegen die Pipeline. Das Land fürchtete ebenfalls, sich durch Russland erpressbar zu machen und forderte einen starken Einfluss der EU-Kommission. Nicht Deutschland, sondern die EU-Kommission solle mit Russland verhandeln und über die Zukunft des Projekts entscheiden. Unterstützt wurde die Pipeline von der Dansk Folkeparti, stieß aber auf Widerstand der Socialdemokraterne und Radikale Venstre.
Dänemarks Regierungschefin Mette Frederiksen mahnte bereits im September 2020, dass Europa sich nicht von russischem Gas abhängig machen dürfe. Den Ausbau der Nord-Stream-Pipeline lehnte sie ab. Auch ihr Vorgänger Lars Løkke Rasmussen hat das Projekt und die deutsche Unterstützung dafür äußerst kritisch gesehen; er hatte Dänemarks Zustimmung für das Projekt von russischen Zusagen an die Ukraine abhängig gemacht.

#### Finnland
Finnland stand dem Vorhaben relativ neutral gegenüber. Laut einem Bericht der finnischen Denkfabrik FIIA vom August 2016 sah diese jedoch ebenfalls eine Gefahr darin, dass die Abhängigkeit von russischen Gasimporten für Deutschland, aber auch der EU als Ganzes, zu groß werden und deren Energiepolitik untergraben könnte. Die finnische Regierung hätte ein gemeinsames Vorgehen der EU bevorzugt, sah aber selbst kein nationales Veto gegen das Projekt vor.

#### Frankreich
2019 stellte sich Paris gegen Deutschland, indem es die neuen Energieregeln des EU-Parlaments unterstützte. Die Regeln sehen die Trennung zwischen Gaslieferant und Pipeline-Betreiber vor. Aufgrund der eigentumsrechtlichen Verflechtung von Gazprom als Lieferant und Betreiber der Pipeline hätte die Umsetzung der EU-Bestimmung das Aus für das Projekt bedeutet. Im November 2020 sagte der diplomatische Berater von Präsident Emmanuel Macron, dass ein Ziel des Präsidenten sei, Frankreich weniger abhängig von „Russland, Katar und anderen“ zu machen.
Im Februar 2021 forderte Frankreich von Deutschland, das Projekt aufzugeben. Frankreichs Europaminister Clément Beaune sagte vor dem Hintergrund der gewaltsamen Niederschlagung der Proteste in Russland 2021, dass Proteste und Sanktionen nicht mehr genügten. Nun müssten zusätzliche Maßnahmen ergriffen werden, zumal Frankreich „immer die größten Zweifel“ an diesem Projekt gehabt habe.

#### Vereinigte Staaten

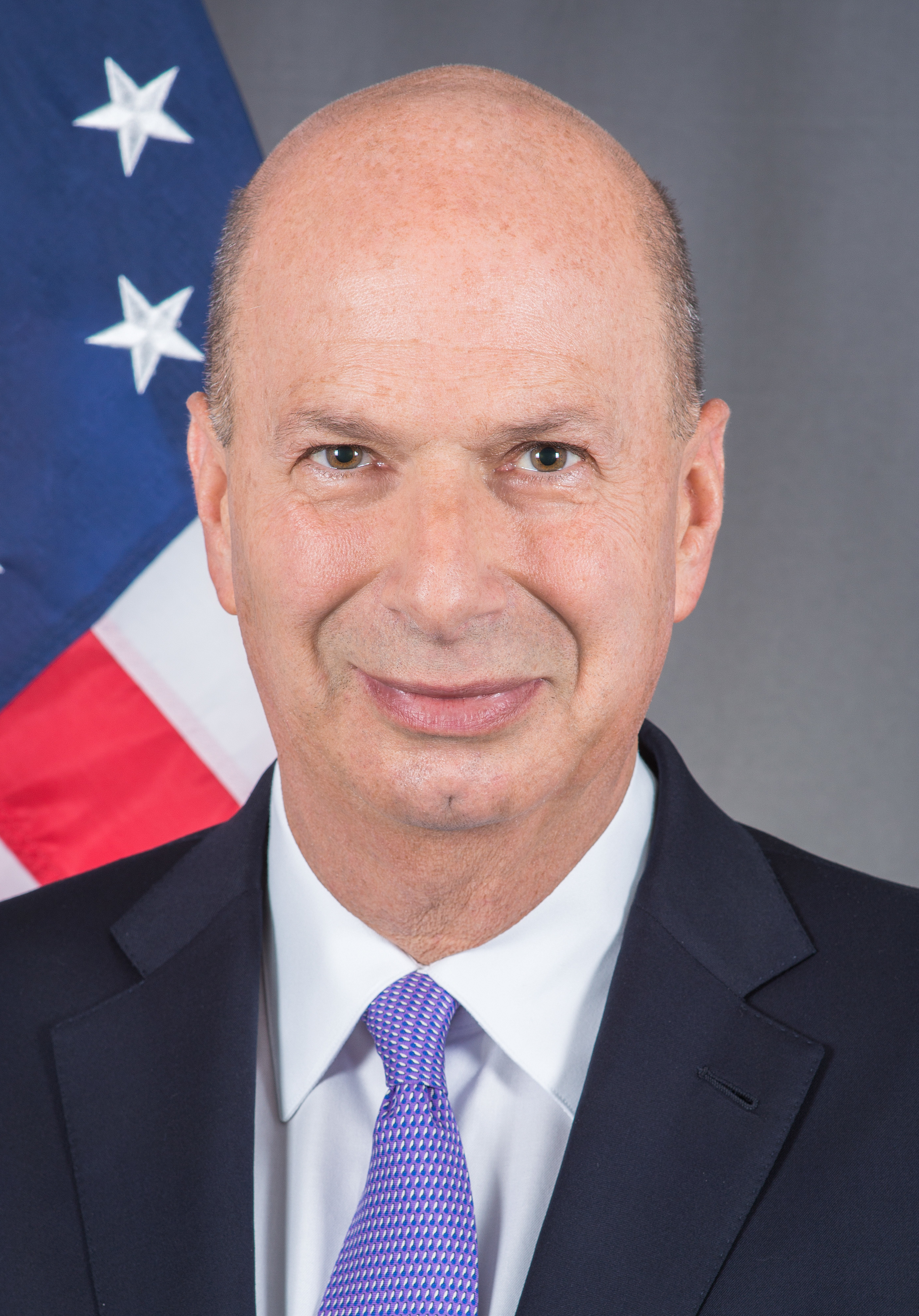
Gordon Sondland, ehemaliger Botschafter der USA bei der Europäischen Union

Im August 2017 verabschiedete der US-Kongress ein Gesetz für verschärfte Sanktionen gegen Russland, die dessen Energiesektor treffen sollen. Ein Nebeneffekt wäre, die US-Gasexporte zu Lasten der russischen zu steigern und Arbeitsplätze in den USA zu schaffen: Hochpreisiges, durch Fracking gewonnenes amerikanisches Flüssiggas solle russische Erdgaslieferungen vom europäischen Markt verdrängen. Erklärte Gründe für diese Sanktionen sind Russlands Rolle im syrischen Bürgerkrieg, russische Cyber-Angriffe und Russlands Einmischung in die Präsidentschaftswahl am 8. November 2016. Es wurde die Befürchtung geäußert, dass durch solche Sanktionen die europäische Energieversorgungssicherheit beeinträchtigt werden könnte. Der Energietransport und die Wartung von Leitungssystemen in Russland, die die Gas-Transitsysteme der Ukraine versorgen, könnten betroffen sein. Sanktionen gegen europäische Unternehmen, die sich am Ausbau der Pipelines Nord Stream 2 für die Energieversorgung Europas beteiligen, seien ein Verstoß gegen das Völkerrecht.
US-Präsident Trump kritisierte am ersten Tag des NATO-Gipfels im Juli 2018 die Pipeline. Ein Sprecher des US-Außenministeriums sagte, Unternehmen, die im Geschäft mit russischen Export-Pipelines tätig seien, drohten US-Sanktionen. In den US-amerikanischen Medien wurde dagegen bemerkt, dass Trump seinen Standpunkt gegen Nord Stream 2 im Juli 2018 aufgeweicht habe. Der ehemalige US-Botschafter bei der EU, Gordon Sondland, setzte die EU im November 2018 massiv unter Druck. Sollte die umstrittene Ostsee-Pipeline weitergebaut werden, habe Präsident Trump Möglichkeiten, „das Projekt zu stoppen“. „Wir haben noch nicht alle Instrumente eingesetzt, die das Projekt ernsthaft untergraben oder stoppen könnten“, so Sondland am 13. November 2018 in Brüssel. Der Botschafter bestritt, dass hinter der Drohung das Interesse der USA stehe, selbst Flüssiggas in Europa zu verkaufen. Die Abhängigkeit vom russischen Gas für Europa sei nach Ansicht Sondlands geopolitisch falsch. Sondland sagte: „Wir wollen nicht, dass jemandem mitten im Winter das Gas abgedreht wird, wenn eine politische Krise ausbricht.“
Ende November 2018 im Zusammenhang mit der russischen Provokation bei Kertsch erneut erhobene ukrainische und US-amerikanische Forderungen nach einem Stopp des Projekts lehnte Bundesaußenminister Heiko Maas (SPD) ab, da der Rückzug der deutschen Unternehmen aus dem Projekt nicht dazu führe, dass die Gaspipeline nicht gebaut würde. Sie würde dann von Russland allein gebaut werden. Die Bundesregierung habe Russlands Präsidenten Wladimir Putin eine unverbindliche Zusage „abgerungen“, dass im Rahmen des Projekts auch die Infrastruktur zum Gastransit durch die Ukraine erneuert werde. So würden der Ukraine wichtige Einnahmen nicht entgehen.

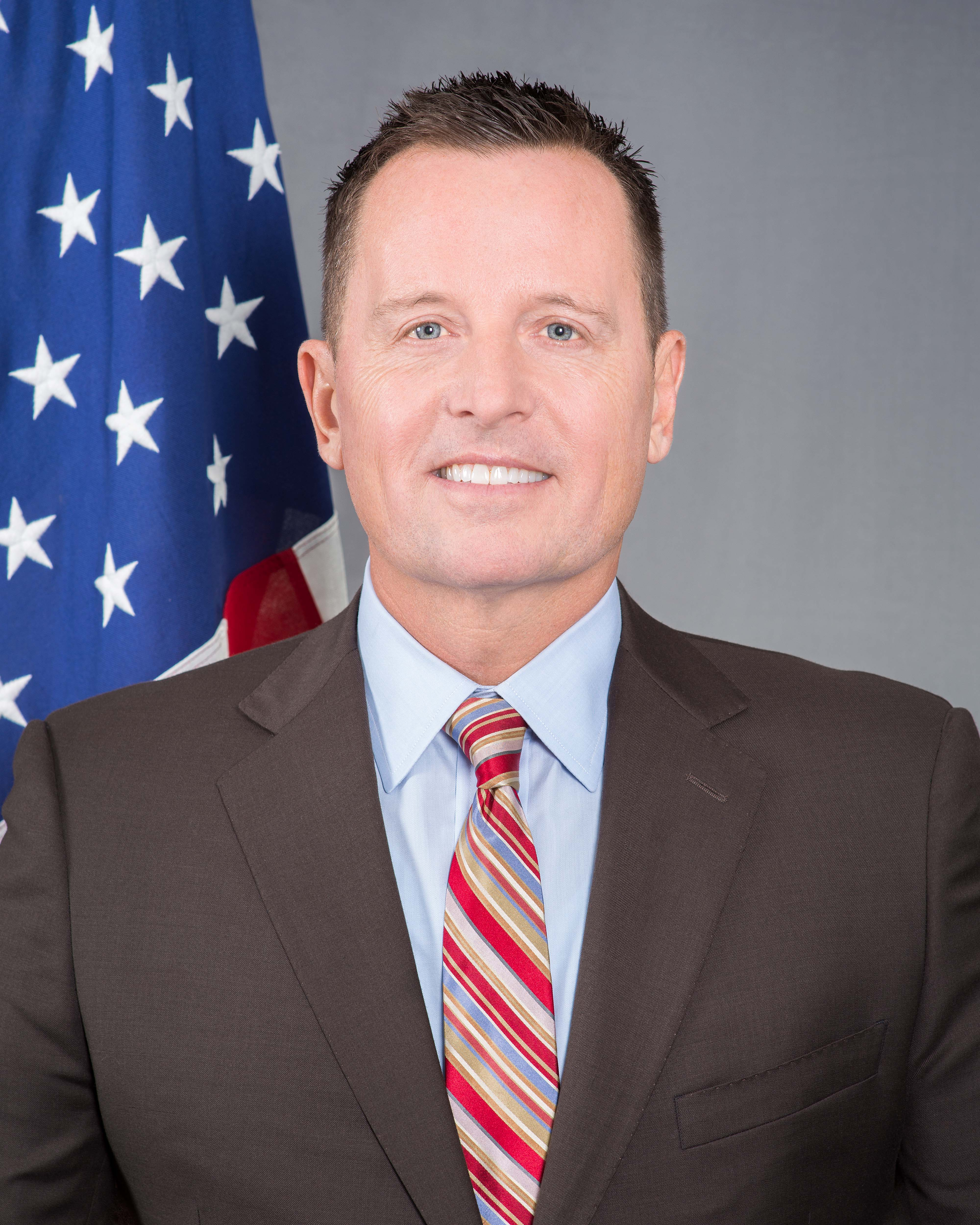
Ehemaliger US-Botschafter in Deutschland Richard Grenell

Der damalige US-Botschafter in Berlin, Richard Grenell, drohte Ende Dezember 2018 mit Sanktionen. Im Januar 2019 schrieb er an am Projekt beteiligte Konzerne einen Brief: „Wir betonen weiterhin, dass Unternehmen, die sich im russischen Energieexport-Sektor engagieren, sich an etwas beteiligen, das mit einem erheblichen Sanktionsrisiko verbunden ist“, zitierte die „Bild am Sonntag“ (BamS) daraus. Grenell behauptete: „Im Ergebnis untergraben Firmen, die den Bau beider Pipelines unterstützen, aktiv die Sicherheit der Ukraine und Europas.“ Im Auswärtigen Amt seien die Briefe auf Unverständnis gestoßen, Grenells Vorgehen entspräche nicht den diplomatischen Gepflogenheiten. Jürgen Hardt, außenpolitischer Sprecher der Unionsfraktion im Deutschen Bundestag, bezeichnete Grennells Sanktionsandrohung als neue und inakzeptable Einmischung in die inneren Angelegenheiten Deutschlands und der Europäischen Union: „Es ist etwas, was meines Erachtens den Protest der Bundesregierung hervorrufen sollte. Wir sollten die Amerikaner dazu auffordern, wieder zu dem Verfahren zurückzukehren, wie wir das bisher gehabt haben, nämlich dass wechselseitige Beschwernisse in der Handelspolitik oder der Russland-Politik intern besprochen und ausgeräumt werden und nicht Drohungen gegenüber einzelnen Unternehmen ausgesprochen werden.“ Der deutsche Bundeswirtschaftsminister Peter Altmaier (CDU) erklärte Mitte Januar 2019 mit Bezug auf den Drohbrief Grenells: „Deutschland ist ein Land, in dem Meinungs- und Pressefreiheit gewährleistet sind. Deshalb ist es nicht notwendig, jeden einzelnen Brief zu kommentieren. Aber: Tatsache ist, dass Deutschland ein Rechtsstaat ist.“ Der Bau von Nord Stream 2 führe im Wesentlichen durch internationale Gewässer, die notwendigen Genehmigungen der nationalen Anrainerstaaten lägen seit langem vor. Das Projekt sei zu einem erheblichen Teil schon verwirklicht. „Die Bundesregierung hat eine Verpflichtung, nicht willkürlich in solche unternehmerischen Projekte einzugreifen“. Gemeinsam mit den US-Botschaftern Carla Sands und Gordon Sondland plädierte Grenell dafür, Nord Stream 2 durch eine Änderung der EU-Gasrichtlinie zu verhindern; Reinhard Bütikofer, Europaabgeordneter für Bündnis 90/Die Grünen, stimmt in der Sache zu wobei er auch dafür plädierte, die Gasabhängigkeit insgesamt zu reduzieren. Durch die Umsetzung der EU-Gasrichtlinie in nationales Recht machte der Deutsche Bundestag gegen die Stimmen der Grünen im November 2019 den Weg für die in der EU umstrittene Pipeline frei.
Im Dezember 2019 stimmte nach dem Repräsentantenhaus auch der Senat für Strafmaßnahmen gegen Unternehmen, die bei der geplanten Fertigstellung von Nord Stream 2 beteiligt sind; betroffen ist dabei die Pipeline-Verlegung in Bereichen ab 100 Fuß (ca. 30½ m) Wassertiefe. So sollen gegen Manager und Hauptaktionäre Einreiseverbote in die USA verhängt oder bestehende Visa widerrufen werden. Transaktionen der Betroffenen, die sich auf ihren Besitz oder ihre geschäftlichen Interessen in den USA beziehen, sollen blockiert werden können. Die PCK Raffinerie in Schwedt kündigte an, sie werde im Falle der Verabschiedung des US-amerikanischen Sanktionsgesetzes gezwungen sein, den Betrieb zu drosseln oder zeitweise ganz einzustellen. Am 20. Dezember 2019 unterschrieb Präsident Trump das Sanktionsgesetz. Unmittelbar zuvor kündigte die Schweizer Allseas an, ihre Mitwirkung am Bau der Pipeline angesichts der angedrohten Sanktionen bis auf Weiteres auszusetzen. So stellte das eingesetzte Verlegeschiff ab Januar 2020 seine Arbeit ein. Auch die Gaspipeline Turkstream ist von den US-Sanktionen betroffen.
Am 4. Juni 2020 wurde bekannt, dass die US-Senatoren Jeanne Shaheen (Demokraten) und Ted Cruz (Republikaner) mit drei weiteren ihrer Kollegen Verschärfungen der bestehenden US-Sanktionen planen um die Fertigstellung der Pipeline zu verhindern. Das deutsche Bundesministerium für Wirtschaft und Energie ließ daraufhin wissen, dass es „extraterritoriale Sanktionen“ ablehne, da diese völkerrechtswidrig seien. Aus Sicht von Staatsminister im Auswärtigen Amt Niels Annen stellen die US-Sanktionsdrohungen „einen Eingriff in die europäische Souveränität dar, den wir ablehnen“; er kündigte indes zu dem Thema Gespräche mit Washington an. Inzwischen liegt auf einer Werft in Sassnitz ein außer Dienst gestelltes Forschungsschiff, das für die Fortsetzung der Verlegearbeiten umgerüstet wird.
Nach der Vergiftung des Kremlkritikers Alexei Nawalny im August 2020 forderte der Fraktionschef der EVP im Europäischen Parlament, Manfred Weber, im September 2020, dass über die Fertigstellung der Pipeline noch einmal nachgedacht werden müsse, auch, weil Deutschland mit seinem Vorgehen beim Bau der Pipeline bei vielen europäischen Partnern Frust erzeugt hätte. Präsident Trump bekräftigte Anfang September erneut, das Projekt sei zu stoppen. Allerdings legte Trump Ende 2020, wenn auch nicht wegen Nord Stream 2, ein Veto gegen ein Gesetzespaket des US-Repräsentantenhauses ein, mit dem angedrohte Sanktionen gegen Nord Stream 2 ausgeweitet würden. Jedoch wurde dieses Veto vom US-Senat im Januar 2021 mit der nötigen Zweidrittelmehrheit abgewiesen, sodass das Gesetzespaket auch ohne Unterschrift des Präsidenten in Kraft trat.
Im Mai 2021 beschloss die US-Regierung von Joe Biden vorerst auf Sanktionen gegen die Betreibergesellschaft von Nord Stream 2 zu verzichten und erklärte, dass ein Verzicht auf die Strafmaßnahmen „im nationalen Interesse der USA“ sei, da eine Anwendung von Sanktionen „negative Auswirkungen“ auf die Beziehungen der USA zu Deutschland, auf die Beziehung zur Europäischen Union sowie zu weiteren europäischen Verbündeten hätte.
Im Juli 2021, nachdem der Bau zu 98 % fertiggestellt war und Angela Merkel und Joe Biden bei einem bilaterialen Treffen in Washington D.C. über Nord Stream 2 verhandelt hatten, gab die US-Regierung ein Abkommen mit Deutschland bekannt. Es sieht vor, dass beide Staaten Sanktionen gegen Russland verhängen, wenn dieser Staat Nord Stream 2 als Druckmittel einsetzt. Für diesen Fall verpflichtete sich Deutschland auch auf Sanktionen gegen Russland auf EU-Ebene hinzuarbeiten. Laut den USA verpflichtete sich Deutschland des Weiteren dazu, dass parallel zu Nord Stream 2 die Verträge zur Beförderung von russischem Gas durch die Ukraine um zehn Jahre bis 2034 verlängert werden. Wenige Wochen nach dieser Vereinbarung verhängten die USA Sanktionen gegen zwei russische Rechtssubjekte (Personen oder Einrichtungen) sowie ein russisches Schiff, die am Bau von Nord Stream 2 beteiligt waren. Im Zusammenhang mit Nord Stream 2 wurden damit sieben Rechtssubjekte mit US-Sanktionen belegt.
Im November 2021 verhängten die USA Sanktionen gegen das russische Unternehmen Transadria. Am 7. Februar 2022 sagte Biden bei einer gemeinsamen Pressekonferenz mit Bundeskanzler Olaf Scholz im Weißen Haus, im Falle einer russischen Invasion der Ukraine „wird es kein Nord Stream 2 mehr geben. Wir werden dem ein Ende setzen.“ Scholz stimmte dieser Aussage zu, indem er direkt im Anschluss sagte: „Wir haben uns intensiv vorbereitet, darauf, dass wir die Sanktionen konkret ergreifen können, falls es zu einer militärischen Aggression gegen die Ukraine kommt.“ Scholz stoppte am 22. Februar 2022, am Tag der Anerkennung der selbsternannten Volksrepubliken Luhansk und Donetsk durch die russische Staats-Duma, das Zertifizierungsverfahren zu Nord Stream 2. Zwei Tage später begann der russische Überfall auf die Ukraine.

### Wirtschaftliche Aspekte
Norwegische Ökonomen zeigten in einer Studie aus dem Jahr 2017, dass der Absatz russischen Erdgases in die EU durch den Bau der Pipeline nur geringfügig gesteigert würde. Zwar würde Deutschland mehr Erdgas aus Russland beziehen, gleichzeitig würde der Export nach Mitteleuropa über die Ukraine sinken. Die Forscher schätzen das Projekt als insgesamt unrentabel ein, weil den geringen zusätzlichen Erlösen sehr hohe Baukosten gegenüberstehen würden.
Im Mai 2018 veröffentlichte die russische Sberbank eine Analyse, der zufolge Gazprom durch den Bau der Pipeline Nord Stream 2 keinen Gewinn erzielen könne. Den Kosten der Pipeline inklusive der Zuführungsleitung aus dem russischen Erdgasnetz in Höhe von 17 Mrd. US-Dollar plus 2,5 Mrd. US-Dollar Fremdfinanzierung stünden die Ersparnisse aus dem umgangenen Transit durch die Ukraine in Höhe von circa 700 Mio. US-Dollar jährlich gegenüber. Zusätzlich wurde angenommen, dass die deutsche Anbindungsleitung EUGAL erst nach 2020 fertiggestellt sein werde, der Erdgasabsatz in Europa nicht steigt und die Pipeline zu 60 % ausgelastet sein werde. Unter diesen Annahmen ergebe sich für das Projekt ein negativer Barwert in Höhe von sechs Mrd. US-Dollar. Die Autoren der Studie gehen davon aus, dass die Pipeline geopolitischen Interessen dient und Baukonzerne stärken soll, die das heimische Pipelinenetz ausweiten. Mit dem Bau der russischen Zufuhrleitungen für Nord Stream 2 wurde das Bauunternehmen Stroitransgas vom Oligarchen Gennadi Timtschenko beauftragt.
In einer Studie vom Juli 2018 kam das Deutsche Institut für Wirtschaftsforschung zu dem Ergebnis, dass die Ostsee-Pipeline Nord Stream 2 zur Sicherung der Erdgasversorgung in Deutschland und Europa unnötig und wirtschaftlich unrentabel sei. Zum einen sei der Verbrauch und die Nachfrage nach Erdgas seit Jahren rückgängig. Auch für die Zukunft gingen energiewirtschaftliche Prognosen davon aus, dass die Erdgasnachfrage in Deutschland und Europa weiter sinken werde. Fossiles Erdgas sei kurzfristig der kostengünstigeren Kohle und langfristig den erneuerbaren Energien mit weiterentwickelten Speichertechnologien unterlegen. Wenn die von der Bundesregierung festgelegten Klimaschutzziele erreicht würden, sänke der Erdgasbedarf zwischen 2008 und 2050 um fast 73 %. Zum anderen stünden auf der Angebotsseite eine Vielzahl von Lieferländern und ein gut ausgebautes innereuropäisches Netzwerk von Pipelines zur Verfügung. Die Erdgasversorgung sei so diversifiziert, dass das bestehende Versorgungssystem ohne Nord Stream 2 krisenfest sei und sogar ein vollständiger Wegfall russischer Erdgaslieferungen in Deutschland und in Europa durch andere Bezugsquellen und mehr Effizienz kompensiert werden könne. Hinzu käme, dass nur etwa ein Viertel der bestehenden Importkapazitäten für Flüssigerdgas (LNG) genutzt werde und bei Bedarf das Angebot durch LNG-Einfuhr weiter gesteigert werden könne. Ein Indiz für die fehlende Wirtschaftlichkeit des Pipelineprojekts seien die hohen Durchschnittskosten für den Transport des Erdgases, die sich bei der Nord Stream 2 auf etwa 25 % des Erdgaspreises belaufen und auf dem europäischen Erdgasmarkt kaum durchsetzbar seien. Darüber hinaus müssten wegen der Nord Stream 2 zusätzliche Leitungen wie etwa die Anbindungsleitung EUGAL gebaut werden, deren Kosten in Deutschland pauschal auf die Erdgasverbraucher umgelegt würden. Die Kosten dieser zusätzlichen Leitungen werden auf 500 Millionen Euro geschätzt und müssten von Verbrauchern in Deutschland mitgetragen werden.
Die Europäische Kommission erkennt die zunehmende Bedeutung von Erdgas in ihrer Roadmap an, wenn sie sagt: „Die kurz- bis mittelfristige Substitution von Kohle (und Erdöl) durch Gas könnte dazu beitragen, die Emissionen mit Hilfe der vorhandenen Technologien bis mindestens 2030 oder 2035 zu senken. Wenngleich die Gasnachfrage z. B. im Wohngebäudesektor wegen einer Reihe von Energieeffizienzmaßnahmen bis 2030 um ein Viertel zurückgehen könnte, wird sie in anderen Sektoren wie dem Stromsektor über einen längeren Zeitraum hoch bleiben.“

### Umweltaspekte
Die größte Umweltbelastung im Zusammenhang mit der Pipeline resultiert aus dem Verbrauch des beförderten Gases. Eine erhöhte Transportkapazität steht somit im Gegensatz zur angestrebten Dekarbonisierung aus Klimaschutzgründen. Andererseits sollen CO2-effizientere Gaskraftwerke einen Beitrag zum Kohleausstieg leisten. Bei 55 Mrd. m3/a je Rohrpaar können, je nach potentieller Dekarbonisierung (SMR, Pyrolyse & CCS), CO2-Emissionen von je max. 110 Mio. t jährlich verursacht werden. Methanverluste bei Förderung und Transport kommen hinzu.
Für die Verdichterstation Portowaja am russischen Anfang von Nord Stream 1 mit einer Gesamtleistung von 366 Megawatt werden bei Nennleistung CO2-Emissionen von etwa 1½ Mio. Tonnen p. a. geschätzt, ohne die zuführenden Gasleitungen in Russland.
Da sich der Druckverlust quadratisch zur Strömungsgeschwindigkeit verhält, könnte mit einer Aufteilung der unveränderten Gastransportmenge von Nord Stream 1 auf alle vier Stränge etwa 3/4 des Pumpaufwands eingespart werden und vermutlich über eine Mio. t CO2-Emission p. a. vermieden werden. Bewertet mit abgezinsten CO2-Schadenskosten von 180 Euro/Tonne würde das nach grobem Überschlag die Amortisation des dritten Stranges nach 20 Jahren ermöglichen. Größere ökologische und wirtschaftliche Relevanz hätte indes ein vermehrter Gastransport als Folge des zweiten Strangpaars von Nord Stream 2.
Die Erzeugung von über 2,5 Mio. Tonnen Stahl für die Nord-Stream-2-Rohre führte schätzungsweise zu rund 4 Mio. Tonnen CO2-Emissionen allein für die Rohstahlerzeugung; ohne die Betonummantelung, die zugehörigen Leitungen an Land und alle weiteren baubedingten Emissionen.
Im Mai 2018 landeten bei Bauarbeiten zu Nord Stream 2 an Stränden des Greifswalder Boddens verklumpte Stücke von Schmierfett an. Ein Nord-Stream-Sprecher betonte, es sei nicht nachgewiesen, dass das Schmierfett von einem Baggerschiff der Nord-Stream-Baustelle stamme, es gebe aber „den starken Verdacht“. Nord Stream sagte zu, die Strände zu reinigen. Das Fett trat in Form von tausenden rosa schimmernden Fettpartikeln von klebriger, kaugummiartiger Konsistenz auf und belastete die Natur. Nord Stream erklärte, die Substanz sei ungefährlich und auf natürliche Weise abbaubar. Der Naturschutzbund Deutschland (NABU) hingegen warnte vor Auswirkungen des Stoffes auf das marine Ökosystem; beispielsweise könnten Seevögel die Fettklumpen fressen. Das Umweltministerium Mecklenburg-Vorpommern warnte Strandbesucher vor Hautkontakt mit der Substanz. Der NABU kritisierte, dass die Aufräumarbeiten nicht energisch genug anlaufen würden; das Fett sei wegen der Untätigkeit inzwischen so klein gerieben, dass man nur noch hunderte Meter Strand mit der Schippe abtragen könne. Das Technische Hilfswerk wurde eingesetzt, Nord Stream sagte Hilfe zu, von der laut NABU aber nichts zu sehen war.
Im relativ flachen Wasser des Greifswalder Boddens mussten die Rohre auf den ersten 50 Kilometern eingegraben werden. Bei den dafür notwendigen Baggerarbeiten auf dem Meeresboden wurde das Mineral Phosphorit freigesetzt.
Nord Stream wird auch im Kontext mit möglicher Förderung im Shtokman Erdgasfeld in der Barentssee gesehen.
Die Deutsche Umwelthilfe (DUH) klagte im Sommer 2020 beim Oberverwaltungsgericht Greifswald gegen die durch das Bergamt Stralsund erteilte Bau- und Betriebsgenehmigung für Nord Stream 2. Hintergrund ist ein Rechtsgutachten im Auftrag der Technischen Universität Berlin. Demnach zeigen neue wissenschaftliche Erkenntnisse, dass die Methanemissionen bei der Gasförderung deutlich höher seien als bisher angenommen. Laut der Umwelthilfe wäre die Pipeline angesichts der neuen wissenschaftlichen Erkenntnisse nicht genehmigt worden. Eine weitere Klage durch DUH-Anwälte folgte im April 2021, nun beim Hamburger Verwaltungsgericht, gegen den Weiterbau der verbliebenen 16,5 Kilometer der Pipeline.

### Anschlussleitungen
Im März 2020 war „der Bau einer Ferngasleitung für die Belieferung der Nord Stream 2 mit Gas (Grjasowez – Wolchow – Verdichterstation Slawjanskaja)“ nach Gazprom-Angaben „geplant“.
Auf deutscher Seite wurde 2019 von Gascade weitgehend parallel zur Trasse der bereits bestehenden OPAL-Pipeline von der Ostseeküste bis in die Tschechische Republik die Europäische Gasanbindungsleitung Eugal gebaut. Deren erster Strang wurde am 1. Januar 2020 in Betrieb genommen. Mit der Inbetriebnahme des zweiten Strangs und der Verdichterstation am 1. April 2021 wurde Eugal fertiggestellt und erreichte damit ihre volle Transportkapazität von 55 Milliarden m³ Erdgas pro Jahr.

## Anschläge im September 2022
Im Verlauf des 26. September 2022 wurden beide Pipeline-Stränge von Nord Stream 1 und einer der beiden Pipeline-Stränge von Nord Stream 2 in der Nähe von Bornholm gesprengt. Deutschland, Dänemark und Schweden ermittelten. Schweden und Dänemark stellten im Februar 2024 die Ermittlungen ein.

## Dokumentarfilme
- Mit offenen Karten – Die Ostseepipeline. Arte, 2007 (Video bei Dailymotion)
- Nord Stream 2 – Der wahre Preis der Pipeline. Film von Arne Lorenz, ZDF 2021[271]
- Nord Stream 2 – Eine fatale Fehleinschätzung. Phoenix.de, 10. August 2022 (YouTube)
- Ulli Wendelmann, Denis Kliewer: Nord Stream 2 – Zerreißprobe für Europa. MDR 2022[272]